# Liste de jeux PlayStation Portable
La liste de jeux PlayStation Portable répertorie alphabétiquement les jeux vidéo disponibles sur support UMD pour la console PlayStation Portable, toutes régions confondues.
Pour les jeux jouables sur PlayStation Portable, et disponible sur PlayStation Store, consultez :
- La liste de jeux PlayStation Portable téléchargeables pour les jeux PlayStation Portable.
- La liste de jeux PlayStation téléchargeables pour les jeux PlayStation.

Notes :
- Les jeux multi-joueurs sont renseignés dans les colonnes « Ad hoc » et « Infra. »;
- La colonne « Ad hoc » indique à combien de personnes le jeu peut-être joué en mode ad hoc (dans un même lieu);
- La colonne « Infra. », quant à elle, indique combien de personnes peuvent jouer avec le jeu en mode infrastructure (via un serveur);
- Si le jeu n'utilise pas de fonctionnalités sans fil, la colonne indique un « Non »;
- Certains jeux sont compatibles avec les fonctionbnalités sans fil mais ne proposent que des téléchargements, ou des partages de créations, le plus souvent de niveaux, ou de high scores, et sont indiqués ici par un « Oui ».

- Haut – A
- B
- C
- D
- E
- F
- G
- H
- I
- J
- K
- L
- M
- N
- O
- P
- Q
- R
- S
- T
- U
- V
- W
- X
- Y
- Z

| Titre                                                               | Genre                                  | Développeur                         | Éditeur                                | Ad hoc | Infra. | Japon      | États-Unis | Europe     |          |
| ------------------------------------------------------------------- | -------------------------------------- | ----------------------------------- | -------------------------------------- | ------ | ------ | ---------- | ---------- | ---------- | -------- |
| .hack//Link                                                         | Rôle                                   | CyberConnect2                       | Namco Bandai Games                     | 2-3    | Non    | 04.03.2010 | Z          | Z          |          |
| 0-9                                                                 | 0-9                                    | 0-9                                 | 0-9                                    | ZZ     | ZZ     | ZZ         | ZZ         | ZZ         | ZZ       |
| 300: March to Glory                                                 | beat them all                          | Collision Studios                   | Warner Bros. Interactive Entertainment | Non    | Non    | Z          | 27.02.2007 | 30.03.2007 |          |
| 50 Cent: Bulletproof G Unit Edition                                 | Action                                 | High Voltage Software               | Vivendi Games                          | 2-4    | Non    | Z          | 29.08.2006 | 27.10.2006 |          |
| 7 Wonders of the Ancient World                                      | Réflexion                              | Mumbo Jumbo                         | Codemasters                            | Non    | Non    | Z          | 23.04.2007 | 30.04.2008 |          |
| 7th Dragon 2020                                                     | Rôle                                   | Imageepoch                          | Sega                                   | Non    | Non    | 23.11.2011 | Z          | Z          |          |
| 7th Dragon 2020-II                                                  | Rôle                                   | Imageepoch                          | Sega                                   | Non    | Non    | 19.04.2013 | Z          | Z          |          |
| A                                                                   | A                                      | A                                   | A                                      | ZZ     | ZZ     | ZZ         | ZZ         | ZZ         | ZZ       |
| À la croisée des mondes : La Boussole d'or                          | Action-aventure                        | Shiny Entertainment                 | Sega                                   | Non    | Non    | Z          | 04.12.2007 | 30.11.2007 |          |
| Ace Combat X: Skies of Deception                                    | Combat aérien                          | Namco                               | Namco                                  | 2-4    | Non    | 26.10.2006 | 24.10.2006 | 08.11.2006 |          |
| Aces of War                                                         | Combat aérien                          | Taito                               | Taito                                  | Non    | Non    | 22.12.2005 | Z          | 23.03.2007 |          |
| Activision Hits Remixed                                             | Compilation                            | Digital Eclipse                     | Activision                             | 2      | Non    | Z          | 08.11.2006 | 09.02.2007 |          |
| Adventure Player                                                    | Aventure                               | From Software                       | From Software                          | 2      | Non    | 30.06.2005 | Z          | Z          |          |
| Adventures to Go!                                                   | Tactical RPG                           | Natsume                             | Zushi Games                            | Non    | Non    | 13.11.2008 | 27.10.2009 | 12.02.2010 |          |
| Aedis Eclipse: Generation of Chaos                                  | Tactical RPG                           | Idea Factory                        | Nippon Ichi Software                   | Non    | Non    | 25.05.2006 | 24.04.2007 | Z          |          |
| AFL Challenge                                                       | Sport                                  | Wicked Witch Software               | Tru Blu Entertainment                  |        |        | Z          |            |            | [ N 1 ]  |
| After Burner: Black Falcon                                          | Shoot them up                          | Planet Moon Studios                 | Sega                                   | 2-4    | Non    | Z          | 20.03.2007 | 30.03.2007 |          |
| AI Igo                                                              | Jeu de société - Jeu de go             | Marvelous Entertainment             | Marvelous Entertainment                | 2      | Non    | 22.12.2004 | Z          | Z          |          |
| AI Mahjong                                                          | Jeu de société - Mah-jong              | Marvelous Entertainment             | Marvelous Entertainment                | 2-4    | Non    | 22.12.2004 | Z          | Z          |          |
| AI Shōgi                                                            | Jeu de société - Shōgi                 | Marvelous Entertainment             | Marvelous Entertainment                | 2      | Non    | 20.01.2005 | Z          | Z          |          |
| Air Conflicts: Aces of World War II                                 | Combat aérien                          | Cowboy Rodeo                        | Graffiti Entertainment                 | 2-8    | Non    | Z          | 14.04.2009 | Z          |          |
| Alexandra Ledermann : Le Haras de la Vallée                         | Sport - Équitation                     | Phoenix Interactive                 | Ubisoft                                | Non    | Non    | Z          | 27.10.2009 | 12.11.2009 |          |
| Alien Syndrome                                                      | Action                                 | Totally Games                       | Sega                                   | 2-4    | Non    | Z          | 24.07.2007 | 07.09.2007 |          |
| Aliens vs. Predator: Requiem                                        | Action                                 | Rebellion Software                  | Sierra Entertainment                   | 2      | Non    | Z          | 13.11.2007 | 30.11.2007 |          |
| Ape Academy                                                         | Party game                             | Sony Computer Entertainment         | Sony Computer Entertainment            | 2-4    | Non    | 30.12.2004 | 17.01.2006 | 01.09.2005 |          |
| Ape Academy 2                                                       | Party game                             | Sony Computer Entertainment         | Sony Computer Entertainment            | 2      | Non    | 15.12.2005 | Z          | 29.09.2006 |          |
| Ape Escape P                                                        | Action / Plates-formes                 | Sony Computer Entertainment         | Sony Computer Entertainment            | 2      | Non    | 17.03.2005 | 22.03.2005 | 05.05.2006 |          |
| Archer MacLean's Mercury                                            | Puzzle                                 | Ignition Entertainment              | Atari                                  | 2      | Non    | 04.08.2005 | 06.04.2005 | 01.09.2005 |          |
| Armored Core 3 Portable                                             | Action                                 | From Software                       | From Software                          | 2-4    | Non    | 30.07.2009 | Z          | Z          |          |
| Armored Core: Formula Front                                         | Action                                 | 505 Games                           | From Software                          | 2      | Non    | 12.12.2004 | 15.12.2005 | 03.03.2006 |          |
| Armored Core: Last Raven Portable                                   | Action                                 | From Software                       | From Software                          |        |        | 04.03.2010 | Z          | Z          |          |
| Armored Core: Silent Line Portable                                  | Action                                 | From Software                       | From Software                          |        |        | 19.11.2009 | Z          | Z          |          |
| Army of Two : Le 40ème Jour                                         | Action                                 | EA Montréal                         | Electronic Arts                        | 2      | Non    | Z          | 12.01.2010 | 14.01.2010 |          |
| L'Arnaqueur                                                         | Combat                                 | Think and Feel                      | Southpeak Interactive                  | 2      | Non    | 23.02.2006 | 18.10.2005 | 29.03.2007 |          |
| Arthur et les Minimoys                                              | Action                                 | Etranges Libellules                 | Atari                                  | 2-4    | Non    | Z          | Z          | 16.02.2007 |          |
| Asphalt: Urban GT 2                                                 | Course                                 | Gameloft                            | Ubisoft                                | 2-4    | Non    | Z          | 31.03.2009 | Z          |          |
| Assassin's Creed: Bloodlines                                        | Action-aventure                        | Griptonite Games                    | Ubisoft                                | Non    | Non    | 23.12.2009 | 17.11.2009 | 20.11.2009 |          |
| Astérix et Obélix XXL 2 : Mission Ouifix                            | Action / Plates-formes                 | Tate Interactive                    | Atari                                  | 2-4    | Non    | Z          | Z          | 17.11.2006 |          |
| Astro Boy: The Video Game                                           | Action                                 | High Voltage Software               | D3 Publisher                           | Non    | Non    | 08.10.2009 | 20.10.2009 | 05.02.2010 |          |
| Astonishia Story                                                    | Rôle                                   | Sonnori                             | Ubisoft                                | Non    | Non    | 28.09.2006 | 06.06.2006 | 22.06.2006 |          |
| Atari Classics Evolved                                              | Compilation                            | Stainless Games                     | Atari                                  | 2      | Non    | Z          | 19.12.2007 | Z          |          |
| ATV Offroad Fury: Blazin' Trails                                    | Course                                 | Climax Group                        | Sony                                   | 2-4    | 2-4    | Z          | 19.04.2005 | 09.02.2006 |          |
| ATV Offroad Fury Pro                                                | Course                                 | Climax Group                        | Sony                                   | 2-4    | Non    | Z          | 26.10.2006 | 07.12.2007 |          |
| Avatar, le dernier maître de l'air                                  | Action-aventure                        | THQ / TOSE                          | THQ                                    | Non    | Non    | Z          | 10.10.2006 | 08.12.2006 |          |
| B                                                                   | B                                      | B                                   | B                                      | ZZ     | ZZ     | ZZ         | ZZ         | ZZ         | ZZ       |
| B-Boy                                                               | Rythme                                 | FreeStyleGames                      | Sony Computer Entertainment            | 2-4    | Non    | Z          | 26.09.2006 | 27.09.2006 |          |
| Battlezone                                                          | Action                                 | Paradigm Entertainment              | Atari                                  | 2-4    | Non    | Z          | 06.11.2006 | 09.02.2007 |          |
| Beaterator                                                          | Rythme                                 | Rockstar Leeds                      | Take-Two Interactive                   | Non    | Non    | Z          | 29.09.2009 | 02.10.2009 |          |
| Ben 10: Alien Force                                                 | Action-aventure                        | High Voltage Software               | D3 Publisher                           | Non    | Non    | Z          | 28.10.2008 | 13.02.2009 |          |
| Ben 10: Alien Force - Vilgax Attacks                                | Action-aventure                        | Papaya Studio                       | D3Publisher                            | Non    | Non    | Z          | 27.10.2009 | 05.02.2010 |          |
| Ben 10: Protector of Earth                                          | Action-aventure                        | High Voltage Software               | D3 Publisher                           | Non    | Non    | Z          | 30.10.2007 | 30.11.2007 |          |
| Beta Bloc                                                           | Casse-briques                          | Tamsoft                             | D3 Publisher                           |        |        | 06.04.2006 | Z          | 29.06.2007 |          |
| The Bigs                                                            | Sport - Baseball                       | Blue Castle Games                   | 2K Sports                              |        |        | Z          | 25.06.2007 | Z          |          |
| The Bigs 2                                                          | Sport - Baseball                       | Blue Castle Games                   | 2K Sports                              |        |        | Z          | 07.07.2009 | Z          |          |
| Blade Dancer: Lineage of Light                                      | Rôle                                   | Hitmaker                            | Atari                                  | 2-4    | Non    | 02.03.2006 | 18.07.2006 | 26.01.2007 |          |
| Bleach: Heat the Soul                                               | Combat                                 | Eighting                            | Sony Computer Entertainment            | 2      | Non    | 24.03.2005 | Z          | Z          |          |
| Bleach: Heat the Soul 2                                             | Combat                                 | Eighting                            | Sony Computer Entertainment            | 2      | Non    | 01.09.2005 | Z          | Z          |          |
| Bleach: Heat the Soul 3                                             | Combat                                 | Eighting                            | Sony Computer Entertainment            | 2      | Non    | 20.06.2006 | Z          | Z          |          |
| Bleach: Heat the Soul 4                                             | Combat                                 | Eighting                            | Sony Computer Entertainment            | 2      | Non    | 24.05.2007 | Z          | Z          |          |
| Bleach: Heat the Soul 5                                             | Combat                                 | Eighting                            | Sony Computer Entertainment            | 2      | Non    | 15.05.2008 | Z          | Z          |          |
| Bleach: Heat the Soul 6                                             | Combat                                 | Eighting                            | Sony Computer Entertainment            | 2      | Non    | 14.05.2009 | Z          | Z          |          |
| Bleach: Soul Carnival                                               | Action                                 | Sony Computer Entertainment         | Sony Computer Entertainment            | Non    | Non    | 23.10.2008 | Z          | Z          |          |
| Bleach: Soul Carnival 2                                             | Action                                 | Sony Computer Entertainment         | Sony Computer Entertainment            | Non    | Non    | 10.12.2009 | Z          | Z          |          |
| Bliss Island                                                        | Puzzle                                 | PomPom Games                        | Codemasters                            | 2      | Non    | Z          | Z          | 07.12.2006 |          |
| Blitz: Overtime                                                     | Sport - Football américain             | Midway                              | Midway                                 |        |        | Z          | 12.12.2006 | Z          |          |
| Blokus Portable: Steambot Championship                              | Puzzle                                 | Irem                                | Majesco                                | 2-4    | Non    | 21.09.2006 | 02.03.2008 | 03.10.2008 |          |
| Blood Bowl                                                          | Sport - Football américain / Stratégie | Cyanide                             | Focus                                  | 2      | Non    | Z          | Z          | 09.07.2009 |          |
| Bob l'éponge : Super Vengeur !                                      | Action                                 | Tantalus Interactive                | THQ                                    | 2      | Non    | Z          | 06.03.2006 | 13.04.2006 |          |
| Bomberman                                                           | Action                                 | Hudson Soft                         | Hudson Soft                            | 2-4    | Non    | 20.07.2006 | 12.09.2006 | 09.02.2007 |          |
| Bomberman Land                                                      | Action                                 | Hudson Soft                         | Konami                                 | 2-4    | Non    | 21.03.2007 | 30.01.2008 | 20.03.2008 |          |
| Bons baisers de Russie                                              | Action                                 | Electronic Arts                     | Electronic Arts                        | 2-6    | Non    | Z          | 03.04.2006 | 13.04.2006 |          |
| Boulder Dash: Rocks!                                                | Action                                 | 10tacle Studios                     | Electronic Arts                        |        |        | Z          | Z          | ANNULÉ     |          |
| Bounty Hounds                                                       | Action                                 | Xpec                                | Namco                                  | 2      | Non    | 13.09.2006 | 21.09.2006 | Z          |          |
| Brave Story: New Traveler                                           | Rôle                                   | Game Republic                       | Sony Computer Entertainment            | 2      | Non    | 06.07.2006 | 31.07.2007 | Z          |          |
| Breath of Fire III                                                  | Rôle                                   | Capcom                              | Capcom                                 | Non    | Non    | 25.08.2005 | Z          | 10.02.2006 |          |
| Brian Lara 2007: Pressure Play                                      | Sport - Cricket                        | Codemasters                         | Codemasters                            | 2      | Non    | Z          | Z          | 31.08.2007 |          |
| Brothers in Arms: D-Day                                             | FPS                                    | Gearbox Software                    | Ubisoft                                | 2      | Non    | Z          | 05.12.2006 | 08.12.2006 |          |
| Brunswick Pro Bowling                                               | Sport - Bowling                        | Point of View                       | 505 Games                              |        |        | Z          | 28.08.2007 | 21.09.2007 |          |
| Bubble Bobble Evolution                                             | Puzzle                                 | Opus                                | Rising Star Games                      | 2-4    | Non    | 31.08.2006 | 19.12.2006 | 29.09.2006 |          |
| Burnout Dominator                                                   | Course                                 | Electronic Arts                     | Electronic Arts                        | 2-6    | 2-6    | Z          | 06.03.2007 | 27.04.2007 |          |
| Burnout Legends                                                     | Course                                 | Electronic Arts                     | Electronic Arts                        | 2-6    | Non    | 20.10.2005 | 13.09.2005 | 16.09.2005 |          |
| Bust-a-Move Ghost                                                   | Puzzle                                 | Taito                               | 505 Games                              | 2      | Non    | 23.03.2006 | 04.04.2006 | 31.03.2006 |          |
| Buzz! Brain Twister                                                 | Quiz                                   | Curve Studios                       | Sony Computer Entertainment            | Non    | Non    | Z          | Z          | 03.12.2008 |          |
| Buzz! Le plus malin des Français                                    | Quiz                                   | Curve Studios                       | Sony Computer Entertainment            | Non    | Non    | Z          | Z          | 25.03.2009 |          |
| Buzz! Master Quiz                                                   | Quiz                                   | Relentless Software                 | Sony Computer Entertainment            | 2-6    | Non    | Z          | 23.09.2008 | 30.07.2008 |          |
| C                                                                   | C                                      | C                                   | C                                      | ZZ     | ZZ     | ZZ         | ZZ         | ZZ         | ZZ       |
| Cabela's African Safari                                             | Chasse                                 | Activision                          | Activision                             |        |        | Z          | 17.10.2006 | Z          |          |
| Cabela's Dangerous Hunts: Ultimate Challenge                        | Chasse                                 | Fun Labs                            | Activision                             |        |        | Z          | 04.04.2006 | Z          |          |
| Cabela's Legendary Adventures                                       | Chasse                                 | Activision                          | Activision                             |        |        | Z          | 09.09.2008 | Z          |          |
| Call of Duty : les Chemins de la Victoire                           | Tir à la première personne             | Amaze Entertainment                 | Activision                             | 2-6    | Non    | Z          | 13.03.2007 | 30.03.2007 |          |
| Capcom Classics Collection Reloaded                                 | Compilation                            | Capcom                              | Capcom                                 | 2-3    | Non    | 07.09.2006 | 24.10.2006 | 10.11.2006 | [ N 2 ]  |
| Capcom Classics Collection Remixed                                  | Compilation                            | Digital Eclipse                     | Capcom                                 | 2-4    | Non    | Z          | 22.03.2006 | 21.07.2006 | [ N 3 ]  |
| Capcom Puzzle World                                                 | Puzzle (Compilation)                   | Sensory Sweep                       | Capcom                                 | 2      | Non    | Z          | 06.02.2007 | 20.07.2007 |          |
| Cars : Quatre Roues                                                 | Course                                 | Locomotive Games                    | THQ                                    | 2-4    | Non    | 06.07.2006 | 06.06.2006 | 16.06.2006 |          |
| Cars Race-O-Rama                                                    | Course                                 | Tantalus Interactive                | THQ                                    | 2-4    | Non    | Z          | 12.10.2009 | 06.11.2009 |          |
| Castlevania: The Dracula X Chronicles                               | Plates-formes                          | Konami                              | Konami                                 | 2      | Non    | 08.11.2007 | 23.10.2007 | 14.02.2008 |          |
| Chessmaster : Entraînez-vous aux Échecs                             | Jeu de société - Échecs                | Ubisoft                             | Ubisoft                                | 2      | Non    | Z          | 12.02.2008 | 11.04.2008 |          |
| Chili Con Carnage                                                   | Tir à la troisième personne            | Deadline Games                      | Eidos Interactive                      | Non    | 2-4    | Z          | 27.02.2007 | 16.02.2007 |          |
| Cid the Dummy                                                       | Plates-formes                          | Twelve Interactive                  | Oxygen Interactive                     |        |        | Z          | 07.07.2009 | 17.04.2009 |          |
| Code Lyoko : Plongez vers l'infini                                  | Action                                 | Neko Entertainment                  | The Game Factory                       | Oui    | Non    | Z          | 15.07.2008 | 01.10.2008 |          |
| Coded Arms                                                          | Tir à la première personne             | Konami                              | Konami                                 | 2-4    | Non    | 23.05.2005 | 06.07.2005 | 23.09.2005 |          |
| Coded Arms: Contagion                                               | Tir à la première personne             | Creat Studio                        | Konami                                 | 2-8    | 2-8    | 27.09.2007 | 18.09.2007 | 14.03.2008 |          |
| Le coffret de jeux de société familial                              | Jeu de société                         | Mere Mortals                        | Xplosiv                                |        |        | Z          | 02.02.2007 | 02.05.2008 |          |
| Colin McRae: Dirt 2                                                 | Course                                 | Codemasters                         | Codemasters                            | 2-4    | Non    | 05.11.2009 | 08.09.2009 | 10.09.2009 |          |
| Colin McRae Rally 2005 Plus                                         | Course                                 | Six by Nine                         | Codemasters                            | 2-8    | Non    | 31.05.2007 | Z          | 08.09.2005 |          |
| Coupe du Monde de la FIFA 2006                                      | Sport - Football                       | Electronic Arts                     | Electronic Arts                        | 2-4    | 2      | 01.06.2006 | 22.05.2006 | 19.05.2006 |          |
| Coupe du monde de la FIFA, Afrique du Sud 2010                      | Sport - Football                       | Electronic Arts                     | EA Sports                              | 2      | 2      | 13.05.2010 | 27.04.2010 | 29.04.2010 |          |
| Crash : Génération Mutant                                           | Action-aventure                        | Sierra Entertainment                | Sierra Entertainment                   | Non    | Non    | Z          | 21.10.2008 | 31.10.2008 |          |
| Crash of the Titans                                                 | Plates-formes                          | SuperVillain Studios                | Sierra Entertainment                   | 2-4    | Non    | Z          | 16.10.2007 | 23.11.2007 |          |
| Crash Tag Team Racing                                               | Combat motorisé                        | Radical Entertainment               | Vivendi Games                          | 2-8    | Non    | 01.12.2005 | 10.11.2005 | 25.11.2005 |          |
| Crazy Taxi: Fare Wars                                               | Course (Compilation)                   | Sniper Studios                      | Sega                                   | 2      | Non    | 14.08.2008 | 07.08.2007 | 28.09.2007 |          |
| Crimson Gem Saga                                                    | Rôle                                   | IronNos                             | Atlus                                  | Non    | Non    | 23.10.2008 | 26.05.2009 | Z          |          |
| Crisis Core: Final Fantasy VII                                      | Action-RPG                             | Square Enix                         | Square Enix                            | Non    | Non    | 13.09.2007 | 25.03.2008 | 20.06.2008 |          |
| Crush                                                               | Réflexion                              | Zoë Mode                            | Sega                                   | Non    | Non    | Z          | 01.06.2007 | 25.05.2007 |          |
| Cube: 3D Puzzle Mayhem                                              | Puzzle                                 | Metia Interactive                   | D3 Publisher                           | 2      | Non    | 28.06.2007 | 30.04.2007 | 27.07.2007 |          |
| D                                                                   | D                                      | D                                   | D                                      | ZZ     | ZZ     | ZZ         | ZZ         | ZZ         | ZZ       |
| Dante's Inferno                                                     | beat them all                          | Artificial Mind and Movement        | Electronic Arts                        | Non    | Non    | 18.03.2010 | 01.03.2010 | 25.02.2010 |          |
| Darkstalkers Chronicle: The Chaos Tower                             | Combat                                 | Capcom                              | Capcom                                 | 2-4    | 2-4    | 12.12.2004 | 24.03.2005 | 01.09.2005 |          |
| Dave Mirra BMX Challenge                                            | Sport - BMX                            | Left Field Productions              | Oxygen Interactive                     | 2-4    | Non    | Z          | 02.11.2006 | 15.06.2007 |          |
| Daxter                                                              | Plates-formes                          | Ready at Dawn Studios               | Sony Computer Entertainment            | 2      | Non    | Z          | 14.03.2006 | 19.04.2006 |          |
| Dead Head Fred                                                      | Action-aventure                        | Vicious Cycle Software              | D3 Publisher                           | Non    | Non    | 27.03.2008 | 28.08.2007 | 26.10.2007 |          |
| Dead or Alive Paradise                                              | Minis-jeux / Séduction                 | Team Ninja                          | Tecmo Koei                             | Non    | Non    | 02.04.2010 | 30.03.2010 | 01.04.2010 |          |
| Dead to Rights: Reckoning                                           | Action                                 | Rebellion Software                  | Namco                                  | 2-4    | Non    | Z          | 28.06.2005 | 03.02.2006 |          |
| Death Jr.                                                           | Action / Plates-formes                 | Backbone Entertainment              | Konami                                 | Non    | Non    | Z          | 16.08.2005 | 09.02.2006 |          |
| Death Jr. II: Root of Evil                                          | Action / Plates-formes                 | Backbone Entertainment              | Konami                                 | 2      | Non    | Z          | 31.10.2006 | 26.04.2007 |          |
| Def Jam Fight For NY: The Takeover                                  | Combat                                 | AKI Corporation                     | Electronic Arts                        | 2      | Non    | Z          | 29.08.2006 | 31.08.2006 |          |
| Diabolik: The Original Sin                                          | Aventure                               | Artematica                          | Black Bean Games                       | Non    | Non    | Z          | Z          | 08.10.2009 |          |
| Disgaea: Afternoon of Darkness                                      | Tactical RPG                           | Nippon Ichi Software                | Koei                                   | 2      | Non    | 30.11.2006 | 30.10.2007 | 14.12.2007 |          |
| Disgaea 2: Dark Hero Days                                           | Tactical RPG                           | Nippon Ichi Software                | Nippon Ichi Software                   | Non    | Non    | 26.03.2009 | 08.09.2009 | 04.02.2010 |          |
| Dissidia: Final Fantasy                                             | Combat                                 | Square Enix                         | Square Enix                            | 2      | Non    | 18.12.2008 | 25.08.2009 | 04.09.2009 |          |
| DJ Max Fever                                                        | Rythme                                 | Pentavision                         | PM Studios                             | 2      | Non    | Z          | 27.01.2009 | Z          |          |
| Donkey Xote                                                         | Action                                 | Revistronic                         | Virgin Play                            |        |        | Z          | Z          | 11.07.2008 |          |
| Dragon Ball Z: Shin Budokai                                         | Combat                                 | Dimps                               | Bandai                                 | 2      | Non    | 20.04.2006 | 07.03.2006 | 19.05.2006 |          |
| Dragon Ball Z: Shin Budokai 2                                       | Combat                                 | Dimps                               | Atari                                  | 2      | Non    | 07.06.2007 | 20.03.2007 | 15.06.2007 |          |
| Dragon Quest and Final Fantasy in Itadaki Street Portable           |                                        |                                     |                                        |        |        | 25.05.2006 |            |            |          |
| Dragonball Evolution                                                | Combat                                 | Dimps                               | Namco Bandai Games                     | 2      | Non    | 19.03.2009 | 08.04.2009 | 17.04.2009 |          |
| Dragoneer's Aria                                                    | Rôle                                   | Hitmaker                            | Koei                                   | 2-4    | Non    | 23.08.2007 | 21.08.2007 | 15.02.2008 |          |
| Driver 76                                                           | Action / Course                        | Sumo Digital                        | Ubisoft                                | 2      | Non    | Z          | 08.05.2007 | 11.05.2007 |          |
| Dungeon Explorer                                                    | Action-RPG                             | Hudson Soft                         | Hudson Soft                            | 2-3    | Non    | 15.11.2007 | 15.02.2008 | 01.04.2008 |          |
| Dungeon Siege: Throne of Agony                                      | Action-RPG                             | SuperVillain Studios                | Take-Two Interactive                   | 2      | Non    | Z          | 30.10.2006 | 02.02.2007 |          |
| Dungeons and Dragons Tactics                                        | Tactical RPG                           | Kuju Entertainment                  | Atari                                  | 2-4    | Non    | Z          | 14.08.2007 | 14.09.2007 |          |
| Dynasty Warriors                                                    | beat them all                          | Omega Force                         | Koei                                   | Non    | Non    | 16.12.2004 | 16.03.2005 | 01.09.2005 |          |
| Dynasty Warriors Vol.2                                              | beat them all                          | Omega Force                         | Koei                                   | 2-4    | Non    | 23.03.2006 | 24.10.2006 | 17.11.2006 |          |
| Dynasty Warriors: Strikeforce                                       | beat them all                          | Omega Force                         | Koei                                   | 2-4    | Non    | 26.02.2009 | 28.04.2009 | 01.05.2009 |          |
| E                                                                   | E                                      | E                                   | E                                      | ZZ     | ZZ     | ZZ         | ZZ         | ZZ         | ZZ       |
| EA Replay                                                           | Compilation                            | Team Fusion                         | Electronic Arts                        | 2      | Non    | Z          | 14.11.2006 | 16.03.2007 |          |
| echochrome                                                          | Réflexion                              | Sony Computer Entertainment         | Sony Computer Entertainment            | Non    | Non    | 19.03.2008 | Z          | 04.07.2008 |          |
| echoshift                                                           | Réflexion                              | Artoon                              | Sony Computer Entertainment            | Non    | Non    | 01.11.2009 | Z          | 25.02.2010 |          |
| EndWar                                                              | Stratégie en temps réel                | Funatics Software                   | Ubisoft                                | 2      | Non    | Z          | 04.11.2008 | 06.11.2008 |          |
| L'entraîneur 2006                                                   | Sport / Gestion                        | Gusto Games                         | Eidos Interactive                      | Non    | Non    | Z          | Z          | 07.04.2006 |          |
| L'entraîneur 2007                                                   | Sport / Gestion                        | Gusto Games                         | Eidos Interactive                      | 2      | Non    | Z          | Z          | 16.03.2007 |          |
| Eragon                                                              | Action-aventure                        | Amaze Entertainment                 | Vivendi Games                          | 2-4    | Non    | Z          | 14.11.2006 | 24.11.2006 |          |
| Every Extend Extra                                                  | Shoot them up                          | Q Entertainment                     | Buena Vista Games                      |        |        | 13.08.2006 | 07.11.2006 | 25.01.2007 |          |
| Everybody's Golf                                                    | Sport - Golf                           | Clap Hanz                           | Sony Computer Entertainment            | 2-8    | Non    | 12.12.2004 | 03.05.2005 | 01.09.2005 |          |
| Everybody's Golf 2                                                  | Sport - Golf                           | Clap Hanz                           | Sony Computer Entertainment            | 2-8    | 2-16   | 06.12.2007 | 03.06.2008 | 28.05.2008 |          |
| Exit                                                                | Action / Réflexion                     | Taito                               | Taito                                  | Non    | Non    | 15.12.2005 | 14.02.2006 | 31.03.2006 |          |
| Exit 2                                                              | Action / Réflexion                     | Taito                               | Taito                                  | Non    | Non    | 07.09.2006 | Z          | 22.03.2007 |          |
| The Eye of Judgment: Legends                                        | Cartes                                 | Sony Computer Entertainment         | Sony Computer Entertainment            | 2      | 2      | 04.03.2010 | Z          | 10.03.2010 |          |
| F                                                                   | F                                      | F                                   | F                                      | ZZ     | ZZ     | ZZ         | ZZ         | ZZ         | ZZ       |
| F1 2009                                                             | Course - Formule 1                     | Sumo Digital                        | Codemasters                            | 2-4    | Non    | 17.12.2009 | 16.11.2009 | 19.11.2009 |          |
| F1 Grand Prix                                                       | Course - Formule 1                     | Traveller's Tales                   | Sony Computer Entertainment            | 2-8    | Non    | 22.09.2005 | Z          | 01.09.2005 |          |
| Fading Shadows                                                      | Réflexion                              | Ivolgamus                           | Nordcurrent                            | 2      | Non    | Z          | 05.08.2008 | 02.09.2008 |          |
| Fat Princess                                                        | Action                                 | SuperVillain Studios                | Sony Computer Entertainment            | 2-8    | 2-8    | Z          | Z          | 10.03.2010 |          |
| Fate/EXTRA                                                          | Rôle                                   | Imageepoch                          | Marvelous Entertainment                | Non    | Non    | 22.07.2010 | 21.11.2011 | 04.05.2012 |          |
| Fate/EXTRA CCC                                                      | Rôle                                   | Imageepoch                          | Marvelous AQL                          | Non    | Non    | 28.03.2013 | Z          | Z          |          |
| Fate/unlimited codes                                                | Combat                                 | Eighting                            | Capcom                                 | 2      | Non    | 18.06.2009 | Z          | Z          |          |
| Field Commander                                                     | Stratégie au tour par tour             | Sony Online Entertainment           | Ubisoft                                | 2      | 2      | Z          | 23.05.2006 | 27.07.2006 |          |
| FIFA 06                                                             | Sport - Football                       | Electronic Arts                     | Electronic Arts                        | 2-4    | 2-4    | 22.12.2005 | 11.10.2005 | 20.10.2005 |          |
| FIFA 07                                                             | Sport - Football                       | Electronic Arts                     | Electronic Arts                        | 2      | 2      | 18.01.2007 | 17.10.2006 | 28.09.2006 |          |
| FIFA 08                                                             | Sport - Football                       | Electronic Arts                     | Electronic Arts                        | 2      | 2      | Z          | 08.10.2007 | 27.09.2007 |          |
| FIFA 09                                                             | Sport - Football                       | Electronic Arts                     | Electronic Arts                        | 2      | 2      | 18.12.2008 | 13.10.2008 | 02.10.2008 |          |
| FIFA 10                                                             | Sport - Football                       | Electronic Arts                     | Electronic Arts                        | 2      | 2      | 22.10.2009 | 20.10.2009 | 01.10.2009 |          |
| FIFA Soccer                                                         | Sport - Football                       | Electronic Arts                     | Electronic Arts                        | 2      | Non    | Z          | 25.04.2005 | Z          |          |
| FIFA Street 2                                                       | Sport - Football                       | Electronic Arts                     | Electronic Arts                        | 2      | Non    | 13.08.2006 | 28.02.2006 | 02.03.2006 |          |
| Fight Night Round 3                                                 | Sport - Boxe                           | Electronic Arts                     | Electronic Arts                        | 2      | 2      | Z          | 20.02.2006 | 10.03.2006 |          |
| Final Armada                                                        | Action                                 | I-Imagine Interactive               | Virgin Play                            | 2-4    | Non    | Z          | Z          | 30.11.2007 |          |
| Final Fantasy                                                       | Rôle                                   | Square Enix                         | Square Enix                            | Non    | Non    | 19.04.2007 | 26.06.2007 | 07.02.2008 |          |
| Final Fantasy II                                                    | Rôle                                   | Square Enix                         | Square Enix                            | Non    | Non    | 07.06.2007 | 24.07.2007 | 08.02.2008 |          |
| Final Fantasy IV: The complete collection                           | Rôle                                   | Square Enix                         | Square Enix                            | Non    | Non    | 22.03.2011 | 24.04.2011 | 24.04.2011 |          |
| Final Fantasy Tactics: The War of the Lions                         | Tactical RPG                           | Square Enix                         | Square Enix                            | 2      | Non    | 10.05.2007 | 10.10.2007 | 04.10.2007 |          |
| Finder Love: Hara Fumina - Futari no Futari de...                   | Aventure                               | Capcom                              | Capcom                                 | Non    | Non    | 29.06.2006 | Z          | Z          |          |
| Finder Love: Hoshino Aki - Nangoku Trouble Rendez-vous              | Aventure                               | Capcom                              | Capcom                                 | Non    | Non    | 29.06.2006 | Z          | Z          |          |
| Finder Love: Kudō Risa - First Shoot wa Kimi to                     | Aventure                               | Capcom                              | Capcom                                 | Non    | Non    | 29.06.2006 | Z          | Z          |          |
| Fired Up                                                            | Combat motorisé                        | SCE London Studio                   | Sony Computer Entertainment            | 2-8    | Non    | Z          | Z          | 01.09.2005 |          |
| FlatOut: Head On                                                    | Course                                 | Six by Nine / Bugbear Entertainment | Empire Interactive                     | 2-4    | Non    | Z          | 04.04.2008 | 20.03.2008 |          |
| Football Manager Handheld                                           | Sport / Gestion                        | Sports Interactive                  | Sega                                   | Non    | Non    | Z          | Z          | 13.04.2006 |          |
| Football Manager Handheld 2007                                      | Sport / Gestion                        | Sports Interactive                  | Sega                                   | 2      | Non    | Z          | Z          | 01.12.2006 |          |
| Football Manager Handheld 2008                                      | Sport / Gestion                        | Sports Interactive                  | Sega                                   | 2      | Non    | Z          | Z          | 30.11.2007 |          |
| Football Manager Handheld 2009                                      | Sport / Gestion                        | Sports Interactive                  | Sega                                   | 2      | Non    | Z          | Z          | 14.11.2008 |          |
| Football Manager Handheld 2010                                      | Sport / Gestion                        | Sports Interactive                  | Sega                                   | 2      | Non    | Z          | Z          | 30.10.2009 |          |
| Ford StreetRacing: L.A. Duel                                        | Course                                 | RazorWorks                          | Empire Interactive                     | 2-6    | Non    | Z          | 17.10.2006 | 27.10.2006 |          |
| Formula One 06                                                      | Course - Formule 1                     | SCE Studio Liverpool                | Sony Computer Entertainment            | Non    | Non    | 28.12.2006 | Z          | 28.07.2006 |          |
| Frantix                                                             | Réflexion                              | Killer Game                         | Ubisoft                                | Non    | Non    | 23.02.2006 | 19.09.2005 | 02.12.2005 |          |
| Free Running                                                        | Sport                                  | Rebellion Software                  | Reef Entertainment                     | 2      | Non    | Z          | Z          | 29.03.2007 |          |
| Frogger: Helmet Chaos                                               | Action                                 | Konami                              | Konami                                 | 2-4    | Non    | Z          | 29.09.2005 | 17.02.2006 |          |
| Full Auto 2: Battlelines                                            | Course / Action                        | Deep Fried Entertainment            | Sega                                   | 2-4    | Non    | Z          | 20.03.2007 | 30.03.2007 |          |
| Fullmetal Alchemist: Brotherhood                                    | Action                                 | Bec                                 | Namco Bandai Games                     | 2-4    | Non    | 15.10.2009 | Z          | 11.06.2010 |          |
| G                                                                   | G                                      | G                                   | G                                      | ZZ     | ZZ     | ZZ         | ZZ         | ZZ         | ZZ       |
| G.I. Joe : Le réveil du Cobra                                       | Action                                 | Electronic Arts                     | Electronic Arts                        | Non    | Non    | Z          | 04.08.2009 | 13.08.2009 |          |
| Gangs of London                                                     | Action / GTA-like                      | Team Soho                           | Sony Computer Entertainment            | Oui    | Non    | Z          | 03.10.2006 | 06.09.2006 |          |
| Generation of Chaos                                                 | Stratégie au tour par tour             | Idea Factory                        | Midas Interactive Entertainment        | Non    | Non    | 31.03.2005 | 28.02.2006 | 14.09.2007 |          |
| Gensan                                                              | Action                                 | Irem                                | DHM Interactive                        | 2      | Non    | 15.05.2008 | 07.04.2009 | 23.03.2010 |          |
| Ghost Recon Advanced Warfighter 2                                   | Tir à la première personne             | High Voltage Software               | Ubisoft                                | 2      | Non    | Z          | 23.08.2007 | 23.08.2007 |          |
| Ghost Rider                                                         | Action                                 | Climax Group                        | 2K Games                               | 2-4    | Non    | Z          | 13.02.2007 | 16.02.2007 |          |
| Gitaroo Man Lives !                                                 | Rythme                                 | iNiS                                | Koei                                   | 2      | Non    | 08.06.2006 | 14.11.2006 | 29.09.2006 |          |
| Go! Sudoku                                                          | Réflexion                              | Sumo Digital                        | Sony Computer Entertainment            | 2-4    | Non    | 27.04.2006 | 21.03.2006 | 02.12.2005 |          |
| God Eater                                                           | Action-aventure                        | Namco Bandai Games                  | Namco Bandai Games                     | 2-4    |        | 04.02.2010 | Z          | Z          |          |
| God of War: Chains of Olympus                                       | beat them all                          | Ready at Dawn Studios               | Sony Computer Entertainment            | Non    | Non    | 10.07.2008 | 04.03.2008 | 28.03.2008 |          |
| God of War: Ghost of Sparta                                         | beat them all                          | Ready at Dawn Studios               | Sony Computer Entertainment            | Non    | Non    | 11.11.2010 | 02.11.2010 | 03.11.2010 |          |
| Gottlieb Pinball Classics                                           | Flipper                                | FarSight Studios                    | System 3                               | 2-4    | Non    | Z          | 06.12.2005 | 10.02.2006 |          |
| Gradius Collection                                                  | Shoot them up (compilation)            | Konami                              | Konami                                 | Non    | Non    | 09.02.2006 | 06.06.2006 | 15.09.2006 |          |
| Gran Turismo                                                        | Course                                 | Polyphony Digital                   | Sony Computer Entertainment            | 2-4    | Non    | 01.10.2009 | 01.10.2009 | 01.10.2009 |          |
| Grand Theft Auto: Chinatown Wars                                    | Tir à la troisième personne / Action   | Rockstar Leeds                      | Rockstar Games                         | 2-4    | Non    | Z          | 20.10.2009 | 23.10.2009 |          |
| Grand Theft Auto: Liberty City Stories                              | Tir à la troisième personne / Action   | Rockstar Games                      | Take-Two Interactive                   | 2-6    | Non    | Z          | 25.10.2005 | 04.11.2005 |          |
| Grand Theft Auto: Vice City Stories                                 | Tir à la troisième personne / Action   | Rockstar Games                      | Take-Two Interactive                   | 2-6    | Non    | Z          | 31.10.2006 | 10.11.2006 |          |
| Les Griffin, le jeu vidéo (Family Guy Video Game!)                  | Action                                 | High Voltage Software               | 2K Games                               | Non    | Non    | Z          | 16.10.2006 | 26.01.2007 |          |
| GripShift                                                           | Course / Réflexion                     | Sidhe Interactive                   | Ubisoft                                | 2-4    | Non    | 23.02.2006 | 12.09.2005 | 18.11.2005 |          |
| Guilty Gear Judgment                                                | Combat                                 | Arc System Works                    | Majesco                                | 2      | Non    | 24.08.2006 | 05.09.2006 | 03.08.2007 |          |
| Guilty Gear XX #Reload - The Midnight Carnival                      | Combat                                 | Arc System Works                    | Sega                                   |        |        | 29.09.2005 | Z          | Z          |          |
| Guilty Gear XX Accent Core Plus                                     | Combat                                 | Arc System Works                    | Aksys Games                            |        |        | 24.07.2008 | 07.04.2009 | 01.11.2009 |          |
| Gun Showdown                                                        | Action                                 | Neversoft                           | Activision                             | 2-6    | Non    | Z          | 10.10.2006 | 27.10.2006 |          |
| Gunpey                                                              | Réflexion                              | Q Entertainment                     | Namco Bandai Games                     | 2      | Non    | 11.01.2007 | 17.11.2006 | 30.03.2007 |          |
| Gurumin : Une aventure monstrueuse                                  | Action-RPG                             | Nihon Falcom                        | 505 Games                              | Non    | Non    | 29.06.2006 | 12.02.2007 | 16.05.2007 |          |
| H                                                                   | H                                      | H                                   | H                                      | ZZ     | ZZ     | ZZ         | ZZ         | ZZ         | ZZ       |
| Half-Minute Hero                                                    | Action-RPG                             | Opus                                | Marvelous Entertainment                | 2-4    | Non    | 28.05.2009 | 13.10.2009 | 12.02.2010 |          |
| Half-Minute Hero: The Second Coming                                 | Action-RPG                             | Opus                                | Marvelous Entertainment                | 2-4    | Non    | 08.04.2011 |            |            |          |
| Hannah Montana: Rock Out the Show                                   | Rythme                                 | Disney Interactive                  | Disney Interactive                     | 2      | Non    | Z          | 04.08.2009 | 22.10.2009 |          |
| Hard Rock Casino                                                    | Jeu de hasard - Casino                 | FarSight Studios                    | Oxygen Games                           | 2-4    | Non    | Z          | 24.04.2007 | 22.02.2008 |          |
| Harry Potter et la Coupe de feu                                     | Action-aventure                        | Electronic Arts                     | Electronic Arts                        | 2-3    | Non    | Z          | 15.11.2005 | 18.11.2005 |          |
| Harry Potter et l'Ordre du phénix                                   | Action-aventure                        | Electronic Arts                     | Electronic Arts                        | 2-6    | Non    | Z          | 25.06.2007 | 29.06.2007 |          |
| Harry Potter et le Prince de sang-mêlé                              | Action-aventure                        | Electronic Arts                     | Electronic Arts                        | Non    | Non    | Z          | 30.06.2009 | 03.07.2009 |          |
| Hatsune Miku: Project DIVA                                          | Rythme                                 | Crypton Future Media                | Sega                                   | 1      | ?      | 02.07.2009 |            |            |          |
| Hatsune Miku: Project DIVA 2nd                                      | Rythme                                 | Crypton Future Media                | Sega                                   | 1      | ?      | 29.07.2010 |            |            |          |
| Heatseeker                                                          | Combat aérien                          | IR Gurus                            | Codemasters                            | 2-4    | Non    | Z          | 08.05.2007 | 24.05.2007 |          |
| Hellboy: The Science of Evil                                        | beat them all                          | Krome Studios                       | Konami                                 | 2      | Non    | Z          | 24.06.2008 | 15.08.2008 |          |
| Héros de la Ligue des justiciers                                    | Action-aventure                        | Snowblind Studios                   | Warner Bros. Interactive Entertainment | Non    | Non    | Z          | 22.11.2006 | 08.12.2006 |          |
| Hexyz Force                                                         | Rôle                                   | Sting                               | Atlus                                  | Non    | Non    | 12.11.2009 | 25.05.2010 | Z          |          |
| The History Channel: Great Battles of Rome                          | Stratégie en temps réel                | Slitherine Software                 | Black Bean Games                       | 2      | Non    | Z          | Z          | 2007       |          |
| Holy Invasion of Privacy, Badman! What Did I Do To Deserve This?    | Stratégie en temps réel / Gestion      | Acquire                             | Nippon Ichi Software                   | Non    | Non    | 06.12.2007 | Z          | 09.10.2009 | ,        |
| Hot Brain                                                           | Réflexion                              | Creat Studios                       | Midway Games                           | 2-4    | Non    | Z          | 18.06.2007 | 06.07.2007 |          |
| Hot Pixel                                                           | Party game                             | ZSlide                              | Atari                                  | 2      | Non    | Z          | 02.10.2007 | 22.06.2007 |          |
| The Hustle: Detroit Streets                                         | Sport - Billard                        | Blade Interactive                   | Koch Media                             | 2      | Non    | Z          | 25.10.2005 | 09.03.2007 |          |
| I                                                                   | I                                      | I                                   | I                                      | ZZ     | ZZ     | ZZ         | ZZ         | ZZ         | ZZ       |
| IL-2 Sturmovik: Birds of Prey                                       | Simulateur de vol                      | Dynamic Systems                     | 505 Games                              | 2      | Non    | Z          | 03.09.2009 | 10.09.2009 |          |
| Impossible Mission                                                  | Action / Plates-formes                 | System 3                            | Play It                                | Non    | Non    | Z          | Z          | 31.08.2007 |          |
| Les Indestructibles : La Terrible Attaque du Démolisseur            | Action                                 | Heavy Iron Studios                  | THQ                                    |        |        | Z          | ANNULÉ     | ANNULÉ     |          |
| Indiana Jones et le sceptre des rois                                | Action-aventure                        | Amaze Entertainment                 | Activision                             | Non    | Non    | Z          | 09.06.2009 | 19.06.2009 |          |
| Infected                                                            | Tir à la troisième personne            | Planet Moon Studios                 | Majesco                                | 2-8    | 2      | Z          | 15.11.2005 | 17.11.2006 |          |
| Innocent Life: A Futuristic Harvest Moon                            | Gestion                                | ArtePiazza                          | Marvelous Entertainment                | Non    | Non    | 27.04.2006 | 15.05.2007 | 13.04.2007 |          |
| International Athletics                                             | Sport - Athlétisme                     | The Code Monkeys                    | Ghostlight                             | 2-4    | Non    | Z          | Z          | 01.08.2008 |          |
| Invizimals                                                          | Combat                                 | Novarama                            | Sony Computer Entertainment            | 2      | 2      | Z          | Z          | 13.11.2009 |          |
| Iron Man                                                            | Action                                 | Artificial Mind and Movement        | Sega                                   | Non    | Non    | Z          | 02.05.2008 | 09.05.2008 |          |
| Iron Man 2                                                          | Action                                 | Secret Level                        | Sega                                   |        |        | Z          | 04.05.2010 | 30.04.2010 |          |
| J                                                                   | J                                      | J                                   | J                                      | ZZ     | ZZ     | ZZ         | ZZ         | ZZ         | ZZ       |
| Jackass: The Game                                                   | Action                                 | Sidhe Interactive                   | Red Mile Entertainment                 | 2-4    | 2      | Z          | 27.09.2007 | 30.11.2007 |          |
| Jak and Daxter: The Lost Frontier                                   | Action-aventure                        | High Impact Games                   | Sony Computer Entertainment            | Non    | Non    | 19.11.2009 | 03.11.2009 | 18.11.2009 |          |
| James Cameron's Avatar: The Game                                    | Action                                 | Ubisoft                             | Ubisoft                                | Non    | Non    | Z          | 08.12.2009 | 10.12.2009 |          |
| Jeanne d'Arc                                                        | Tactical RPG                           | Level-5                             | Sony Computer Entertainment            | Non    | Non    | 22.11.2006 | 21.08.2007 | Z          |          |
| Juiced: Eliminator                                                  | Course automobile                      | Juice Games                         | THQ                                    | 2-6    | Non    | 24.05.2007 | 28.06.2006 | 28.07.2006 |          |
| Juiced 2: Hot Import Nights                                         | Course automobile                      | Juice Games                         | THQ                                    | 2-6    | Non    | Z          | 08.10.2007 | 19.10.2007 |          |
| K                                                                   | K                                      | K                                   | K                                      | ZZ     | ZZ     | ZZ         | ZZ         | ZZ         | ZZ       |
| Kanojo x Kanojo x Kanojo: Sanshimai to no DokiDoki Kyoudou Seikatsu | Visual novel                           | Crossnet                            | Palace                                 | Non    | Non    | 11.06.2010 | Z          | Z          |          |
| Kanon                                                               | Visual novel                           | Prototype                           | Prototype                              | Non    | Non    | 15.02.2007 | Z          | Z          |          |
| Kao Challengers                                                     | Plates-formes                          | Tate Interactive                    | Atari                                  | 2-4    | Non    | Z          | 29.03.2006 | 28.10.2005 |          |
| Kazook                                                              | Minis-jeux                             | Monte Cristo Multimédia             | Xplosiv                                | 1-2    | Non    | Z          | Z          | 20.10.2006 |          |
| Key of Heaven                                                       | Action-RPG                             | Climax Entertainment                | Sony Computer Entertainment            | 2      | Non    | 21.07.2005 | 15.11.2005 | 29.03.2006 |          |
| Killzone: Liberation                                                | Action                                 | Guerrilla Games                     | Sony Computer Entertainment            | 2-6    | Non    | Z          | 31.10.2006 | 08.11.2006 |          |
| King Kong                                                           | Action                                 | Ubisoft                             | Ubisoft                                | Non    | Non    | Z          | 20.12.2005 | 15.12.2005 |          |
| King of Clubs                                                       | Sport - Golf                           | Oxygen Games                        | Oxygen Games                           | 2-4    | Non    | Z          | Z          | 16.05.2008 |          |
| The King of Fighters Collection: The Orochi Saga                    | Combat (compilation)                   | SNK Playmore                        | SNK Playmore                           | 2      | Non    | Z          | 28.10.2008 | 27.02.2009 |          |
| Kingdom Hearts: Birth by Sleep                                      | Action-RPG                             | Square Enix                         | Square Enix                            | 2-6    | Non    | 09.01.2010 | 07.09.2010 | 10.09.2010 |          |
| Koloomn                                                             | Puzzle                                 | Cyber Front                         | 505 Games                              | 2      | Non    | 22.06.2006 | Z          | 14.12.2005 |          |
| Kotoba no Puzzle: Mojipittan Daijiten                               | Jeu de lettres                         | Namco                               | Namco                                  | Non    | Non    | 16.12.2004 | Z          | Z          |          |
| L                                                                   | L                                      | L                                   | L                                      | ZZ     | ZZ     | ZZ         | ZZ         | ZZ         | ZZ       |
| Là-haut                                                             | Plates-formes                          | Asobo Studio                        | THQ                                    | 2      | Non    | Z          | 26.05.2009 | 31.07.2009 |          |
| Lanfeust de Troy                                                    | Action-aventure                        | Tate Interactive                    | Atari                                  | Non    | Non    | Z          | Z          | 09.05.2008 |          |
| Last Ranker                                                         | Action-RPG                             | Imageepoch                          | Capcom                                 |        |        | 15.07.2010 | Z          | Z          |          |
| La Légende de Beowulf                                               | Action                                 | Ubisoft                             | Ubisoft                                | Non    | Non    | Z          | 04.12.2007 | 14.12.2007 |          |
| La Légende du Dragon                                                | Combat                                 | Neko Entertainment                  | The Game Factory                       | 2      | Non    | Z          | 29.05.2007 | 15.06.2007 |          |
| LEGO Batman : Le Jeu vidéo                                          | Action-aventure                        | Traveller's Tales                   | Warner Bros. Interactive Entertainment | Non    | Non    | Z          | 23.09.2008 | 10.10.2008 |          |
| LEGO Indiana Jones : la Trilogie originale                          | Action-aventure                        | Traveller's Tales                   | LucasArts                              | Non    | Non    | Z          | 03.06.2008 | 13.06.2008 |          |
| LEGO Indiana Jones 2 : L'Aventure continue                          | Action-aventure                        | Traveller's Tales                   | LucasArts                              | 2      | Non    | Z          | 17.11.2009 | 20.11.2009 |          |
| LEGO Star Wars II : La Trilogie originale                           | Action-aventure                        | Traveller's Tales                   | LucasArts                              | 2      | Non    | Z          | 12.09.2006 | 10.11.2006 |          |
| Lemmings                                                            | Réflexion                              | Team17                              | Sony Computer Entertainment            | Non    | Oui    | 09.03.2006 | 23.05.2006 | 15.03.2006 |          |
| LittleBigPlanet                                                     | Plates-formes                          | Sony Computer Entertainment         | Sony Computer Entertainment            | Oui    | Oui    | 03.12.2009 | 17.11.2009 | 20.11.2009 |          |
| LocoRoco                                                            | Plates-formes                          | Sony Computer Entertainment         | Sony Computer Entertainment            | 2      | Non    | 13.07.2006 | 05.09.2006 | 23.06.2006 |          |
| LocoRoco 2                                                          | Plates-formes                          | Sony Computer Entertainment         | Sony Computer Entertainment            | 2-4    | Non    | 04.12.2008 | 10.02.2009 | 21.11.2008 |          |
| Lumines                                                             | Puzzle                                 | Q Entertainment                     | Ubisoft                                | 2      | Non    | 12.12.2004 | 22.03.2005 | 01.09.2005 |          |
| Lumines II                                                          | Puzzle                                 | Q Entertainment                     | Buena Vista Games                      | 2      | Non    | 15.02.2007 | 06.11.2006 | 17.11.2006 |          |
| Luxor Pharaoh's Challenge                                           | Puzzle                                 | MumboJumbo                          | MumboJumbo                             | Non    | Non    | Z          | 20.11.2007 | 25.04.2007 |          |
| M                                                                   | M                                      | M                                   | M                                      | ZZ     | ZZ     | ZZ         | ZZ         | ZZ         | ZZ       |
| M.A.C.H. - Modified Air Combat Heroes                               | Course futuriste                       | Kuju Entertainment                  | Sierra Entertainment                   | 2-8    | Non    | 18.01.2007 | 20.02.2007 | 09.03.2007 |          |
| Magic Sudoku                                                        | Puzzle                                 | Success                             | 505 Games                              | Oui    | Non    | 10.08.2006 | Z          | 05.04.2007 |          |
| Madden NFL 06                                                       | Sport - Football américain             | Electronic Arts                     | Electronic Arts                        | 2      | Non    | Z          | 20.09.2005 | 22.12.2005 |          |
| Madden NFL 07                                                       | Sport - Football américain             | Electronic Arts                     | Electronic Arts                        |        |        | Z          | 22-08-2006 | ANNULÉ     |          |
| Madden NFL 08                                                       | Sport - Football américain             | Electronic Arts                     | Electronic Arts                        | 2      | 2      | Z          | 14.08.2007 | 23.08.2007 |          |
| Madden NFL 09                                                       | Sport - Football américain             | Electronic Arts                     | Electronic Arts                        |        |        | Z          | 12.08.2008 | 15.08.2008 |          |
| Madden NFL 10                                                       | Sport - Football américain             | Electronic Arts                     | Electronic Arts                        |        |        | Z          | 14.08.2009 | 14.08.2009 |          |
| Major League Baseball 2K6                                           | Sport - Baseball                       | Visual Concepts                     | 2K Sports                              |        |        | Z          | 13.04.2006 | Z          |          |
| Major League Baseball 2K7                                           | Sport - Baseball                       | Visual Concepts                     | 2K Sports                              |        |        | Z          | 26.02.2007 | Z          |          |
| Major League Baseball 2K8                                           | Sport - Baseball                       | 2K Sports                           | 2K Sports                              |        |        | Z          | 03.03.2008 | Z          |          |
| Major League Baseball 2K9                                           | Sport - Baseball                       | 2K Sports                           | 2K Sports                              |        |        | 09.07.2009 | 24.03.2009 | Z          |          |
| Mana Khemia: Student Alliance                                       | Rôle                                   | Gust                                | Nippon Ichi Software                   | 2      | Non    | 25.09.2008 | 10.02.2009 | 31.03.2009 |          |
| Mana Khemia 2: Ochita Gakuen to Renkinjutsushi Tachi Portable+      | Rôle                                   | Gust                                | Gust                                   | Non    | Non    | 01.10.2009 | Z          | Z          |          |
| Manhunt 2                                                           | Action / Infiltration                  | Rockstar London                     | Rockstar Games                         | Non    | Non    | Z          | 29.10.2007 | 31.10.2008 |          |
| Marvel: Ultimate Alliance                                           | Action-RPG                             | Vicarious Visions                   | Activision                             | 2-4    | 2-4    | Z          | 24.10.2006 | 01.12.2006 |          |
| Marvel: Ultimate Alliance 2                                         | Action-RPG                             | Savage Entertainment                | Activision                             |        |        | Z          | 22.09.2009 | 06.11.2009 |          |
| Marvel Nemesis : l'Avènement des Imparfaits                         | Combat                                 | Electronic Arts                     | Electronic Arts                        | 2      | Non    | Z          | 04.10.2005 | 20.10.2005 |          |
| Marvel Super Hero Squad                                             | Action                                 | THQ                                 | THQ                                    | Non    | Non    | Z          | 20.10.2009 | 23.10.2009 |          |
| Marvel Trading Card Game                                            | Cartes                                 | Vicious Cycle Software              | Konami                                 |        |        | Z          | 27.02.2007 | 08.06.2007 |          |
| Mawaskes                                                            | Puzzle                                 | Irem                                | DHM Interactive                        | 2-8    | 2-8    | 19.07.2007 | Z          | 02.12.2008 |          |
| Me and My Katamari                                                  | Action / Réflexion                     | Namco                               | Namco                                  |        |        | 22.12.2005 | 21.03.2006 | 12.05.2006 |          |
| Medal of Honor: Heroes                                              | Tir à la première personne             | Electronic Arts                     | Electronic Arts                        | 2-8    | 2-32   | 08.02.2007 | 20.10.2006 | 23.11.2006 |          |
| Medal of Honor: Heroes 2                                            | Tir à la première personne             | Electronic Arts                     | Electronic Arts                        | 2-8    | 2-32   | 14.02.2008 | 13.11.2007 | 29.11.2007 |          |
| MediEvil Resurrection                                               | Action-aventure                        | SCE Studio Cambridge                | Sony Computer Entertainment            |        |        | Z          | 13.09.2005 | 01.09.2005 |          |
| Mega Man Maverick Hunter X                                          | Plates-formes                          | Capcom                              | Capcom                                 | Non    | Non    | 15.12.2005 | 31.01.2006 | 03.03.2006 |          |
| Mega Man Powered Up                                                 | Plates-formes                          | Capcom                              | Capcom                                 | Non    | Oui    | 02.03.2006 | 14.03.2006 | 24.03.2006 |          |
| Megamind : Le justicier bleu                                        | Action                                 | THQ                                 | THQ                                    | Non    | Non    | Z          | 02.11.2010 | 03.12.2010 |          |
| Mercury Meltdown                                                    | Puzzle                                 | Ignition Entertainment              | Ignition Entertainment                 | 2      | Non    | 24.08.2006 | 03.10.2006 | 06.10.2006 |          |
| Metal Gear Acid                                                     | Stratégie au tour par tour             | Konami                              | Konami                                 | 2      | Non    | 16.12.2004 | 24.03.2005 | 01.09.2005 |          |
| Metal Gear Acid 2                                                   | Stratégie au tour par tour             | Kojima Productions                  | Konami                                 | 2      | Non    | 08.12.2005 | 21.03.2006 | 19.05.2006 |          |
| Metal Gear Solid: Digital Graphic Novel                             | Fiction interactive                    | Kojima Productions                  | Konami                                 | Non    | Non    | 21.09.2006 | 13.06.2006 | 21.09.2006 |          |
| Metal Gear Solid: Peace Walker                                      | Infiltration / Action                  | Kojima Productions                  | Konami                                 | 2-6    | Oui    | 29.04.2010 | 08.06.2010 | 17.06.2010 |          |
| Metal Gear Solid: Portable Ops                                      | Infiltration / Action                  | Kojima Productions                  | Konami                                 | 2-6    | 2-6    | 21.12.2006 | 05.12.2006 | 25.05.2007 |          |
| Metal Gear Solid: Portable Ops Plus                                 | Infiltration / Action                  | Kojima Productions                  | Konami                                 | 2-6    | 2-6    | 20.09.2007 | 13.11.2007 | 28.03.2008 |          |
| Metal Slug Anthology                                                | Run and gun (Compilation)              | SNK Playmore                        | Ignition Entertainment                 | 2      | Non    | 22.02.2007 | 20.02.2007 | 09.02.2007 |          |
| Metal Slug XX                                                       | Run and gun                            | SNK Playmore                        | DHM Interactive                        | 2      | Non    | 23.12.2009 | 23.02.2010 | Z          | [ N 5 ]  |
| Miami Vice: The Game                                                | Tir à la troisième personne            | Rebellion Software                  | Vivendi Games                          | 2      | Non    | 31.08.2006 | 18.07.2006 | 28.07.2006 |          |
| Micro Machines V4                                                   | Course                                 | Supersonic Software                 | Codemasters                            | 2-4    | Non    | Z          | 27.06.2006 | 29.06.2006 |          |
| Midnight Club: L.A. Remix                                           | Course                                 | Rockstar London                     | Take-Two Interactive                   | 2-4    | Non    | 05.02.2009 | 21.10.2008 | 24.10.2008 |          |
| Midnight Club 3: DUB Edition                                        | Course                                 | Rockstar Leeds                      | Rockstar Games                         | 2-6    | Non    | Z          | 27.06.2005 | 01.09.2005 |          |
| Midway Arcade Treasures: Extended Play                              | Compilation                            | Backbone Entertainment              | Midway Games                           | 2-4    | Non    | Z          | 13.12.2005 | 24.02.2006 |          |
| Mind Quiz                                                           | Réflexion                              | Sega                                | Ubisoft                                | 2      | Non    | Z          | 31.10.2006 | 16.11.2006 |          |
| Mission G                                                           | Action                                 | Keen Games                          | Disney Interactive                     | Non    | Non    | Z          | 21.07.2009 | 08.10.2009 |          |
| MLB                                                                 | Sport - Baseball                       | 989 Sports                          | Sony Computer Entertainment            |        |        | Z          | 12.04.2005 | Z          |          |
| MLB 06: The Show                                                    | Sport - Baseball                       | Sony Computer Entertainment         | Sony Computer Entertainment            |        |        | Z          | 28.02.2006 | Z          |          |
| MLB 07: The Show                                                    | Sport - Baseball                       | Sony Computer Entertainment         | Sony Computer Entertainment            |        |        | Z          | 27.02.2007 | Z          |          |
| MLB 08: The Show                                                    | Sport - Baseball                       | Sony Computer Entertainment         | Sony Computer Entertainment            |        |        | Z          | 04.03.2008 | Z          |          |
| MLB 09: The Show                                                    | Sport - Baseball                       | Sony Computer Entertainment         | Sony Computer Entertainment            |        |        | Z          | 03.03.2009 | Z          |          |
| ModNation Racers                                                    | Course                                 | United Front Games                  | Sony Computer Entertainment            | 2-6    | 2-6    | Z          | 25.05.2010 | 19.05.2010 |          |
| Moe Moe Daisensô Gendaiban +                                        | Stratégie au tour par tour             | SystemSoft Alpha                    | SystemSoft Alpha                       | Non    | Non    | 01.09.2011 | Z          | Z          |          |
| Monster Hunter Freedom                                              | Action-aventure                        | Capcom                              | Capcom                                 | 2-4    | Non    | 01.12.2005 | 23.05.2006 | 12.05.2006 |          |
| Monster Hunter Freedom 2                                            | Action-aventure                        | Capcom                              | Capcom                                 | 2-4    | Non    | 22.02.2007 | 29.08.2007 | 07.09.2007 |          |
| Monster Hunter Freedom Unite                                        | Action-aventure                        | Capcom                              | Capcom                                 | 2-4    | Non    | 27.03.2008 | 23.06.2009 | 26.06.2009 |          |
| Monster Jam : Chaos Urbain                                          | Course                                 | Torus Games                         | Activision                             | 2-4    | Non    | Z          | 28.10.2008 | 13.03.2009 |          |
| Mortal Kombat: Unchained                                            | Combat                                 | Jailed Games                        | Midway                                 | 2      | Non    | Z          | 15.11.2006 | 24.11.2006 |          |
| MotoGP                                                              | Course                                 | Namco                               | Sony Computer Entertainment            |        |        | 24.08.2006 | 26.09.2006 | 25.10.2006 |          |
| MotorStorm: Arctic Edge                                             | Course                                 | Bigbig Studios                      | Sony Computer Entertainment            | 2-6    | 2-6    | 01.11.2009 | 29.09.2009 | 18.09.2009 |          |
| MTX Mototrax                                                        | Course                                 | Left Field Productions              | Activision                             | 2-4    | Non    | Z          | 28.06.2006 | 08.02.2007 |          |
| MVP Baseball                                                        | Sport - Baseball                       | Electronic Arts                     | Electronic Arts                        |        |        | Z          | 18.05.2005 | Z          |          |
| MX vs. ATV : Extrême Limite                                         | Course                                 | Rainbow Studios                     | THQ                                    |        |        | Z          | 19.12.2007 | 07.03.2008 |          |
| MX vs. ATV: On the Edge                                             | Course                                 | Rainbow Studios                     | THQ                                    | 2-4    | Non    | Z          | 27.02.2006 | 17.03.2006 |          |
| MX vs. ATV Reflex                                                   | Course                                 | Tantalus Interactive                | THQ                                    | 2-4    | 2-4    | Z          | 01.12.2009 | 05.02.2010 |          |
| Myst                                                                | Aventure                               | Hoplite Research                    | Midway                                 | Non    | Non    | 15.06.2006 | Z          | 20.10.2006 |          |
| Mytran Wars                                                         | Stratégie au tour par tour             | Tonika Games                        | Deep Silver                            | 2      | Non    | Z          | 26.10.2009 | 02.04.2009 |          |
| The Mystery Team                                                    | Réflexion                              | Tonika Games                        | Sony Computer Entertainment            | 1      | Non    | Z          |            | 30.11.2011 |          |
| N                                                                   | N                                      | N                                   | N                                      | ZZ     | ZZ     | ZZ         | ZZ         | ZZ         | ZZ       |
| N+                                                                  | Plates-formes                          | SilverBirch Studios                 | Atari                                  | 2      | Oui    | Z          | 26.08.2008 | 24.04.2009 |          |
| Namco Museum: Battle Collection                                     | Compilation                            | Namco                               | Namco                                  | 2-4    | Non    | 24.02.2005 | 23.08.2005 | 09.12.2005 |          |
| Naruto: Ultimate Ninja Heroes                                       | Combat                                 | CyberConnect2                       | Namco Bandai Games                     | 2      | Non    | 30.03.2006 | 28.08.2007 | 13.09.2007 |          |
| Naruto: Ultimate Ninja Heroes 2: The Phantom Fortress               | Combat                                 | CyberConnect2                       | Namco Bandai Games                     | 2      | Non    | Z          | 24.06.2008 | 11.07.2008 |          |
| Naruto Shippuden: Narutimate Accel 3                                | Combat                                 | CyberConnect2                       | Namco Bandai Games                     |        |        | 10.12.2009 | Z          | Z          |          |
| Naruto Shippuden Legends: Akatsuki Rising                           | Combat                                 | Namco Bandai Games                  | Namco Bandai Games                     | 2      | Non    | Z          | 06.10.2009 | 25.09.2009 |          |
| NBA 06                                                              | Sport - Basket-ball                    | Sony Computer Entertainment         | Sony Computer Entertainment            |        |        | Z          | 04.10.2005 | Z          |          |
| NBA 07                                                              | Sport - Basket-ball                    | Sony Computer Entertainment         | Sony Computer Entertainment            |        |        | Z          | 25.09.2006 | Z          |          |
| NBA 08                                                              | Sport - Basket-ball                    | Sony Computer Entertainment         | Sony Computer Entertainment            |        |        | Z          | 12.10.2007 | Z          |          |
| NBA 09: The Inside                                                  | Sport - Basket-ball                    | Sony Computer Entertainment         | Sony Computer Entertainment            |        |        | Z          | 07.10.2008 | Z          |          |
| NBA 10: The Inside                                                  | Sport - Basket-ball                    | Sony Computer Entertainment         | Sony Computer Entertainment            |        |        | Z          | 06.10.2009 | Z          |          |
| NBA 2K10                                                            | Sport - Basket-ball                    | Visual Concepts                     | 2K Sports                              |        |        | 15.10.2009 | 06.10.2009 | 30.10.2009 |          |
| NBA Ballers: Rebound                                                | Sport - Basket-ball                    | Midway Games                        | Midway Games                           |        |        | Z          | 09.05.2006 | 29.09.2006 |          |
| NBA Live 06                                                         | Sport - Basket-ball                    | Electronic Arts                     | Electronic Arts                        | 2      | Non    | 15.12.2005 | 04.10.2005 | 28.10.2005 |          |
| NBA Live 07                                                         | Sport - Basket-ball                    | Electronic Arts                     | Electronic Arts                        | 2      | Non    | 21.12.2006 | 25.09.2006 | 06.10.2006 |          |
| NBA Live 08                                                         | Sport - Basket-ball                    | Electronic Arts                     | Electronic Arts                        | 2      | Non    | 08.11.2007 | 01.10.2007 | 07.12.2007 |          |
| NBA Live 09                                                         | Sport - Basket-ball                    | Electronic Arts                     | Electronic Arts                        | 2      | Non    | 23.10.2008 | 07.10.2008 | 10.10.2008 |          |
| NBA Live 10                                                         | Sport - Basket-ball                    | Electronic Arts                     | Electronic Arts                        | 2      | Non    | 05.11.2009 | 06.10.2009 | 09.10.2009 |          |
| NBA Street Showdown                                                 | Sport - Basket-ball                    | Electronic Arts                     | Electronic Arts                        | 2      | Non    | 29.09.2005 | 27.04.2005 | 01.09.2005 |          |
| NCAA Football 07                                                    | Sport - Football américain             | Electronic Arts                     | Electronic Arts                        |        |        | Z          | 18.07.2006 | Z          |          |
| NCAA Football 09                                                    | Sport - Football américain             | Electronic Arts                     | Electronic Arts                        |        |        | Z          | 15.07.2008 | Z          |          |
| NCAA Football 10                                                    | Sport - Football américain             | Electronic Arts                     | Electronic Arts                        |        |        | Z          | 14.07.2009 | Z          |          |
| Need for Speed Carbon: Own the City                                 | Course                                 | Electronic Arts                     | Electronic Arts                        | 2-4    | 2-4    | 21.12.2006 | 31.10.2006 | 03.11.2006 |          |
| Need for Speed: Most Wanted 5-1-0                                   | Course                                 | EA Black Box                        | Electronic Arts                        | 2-4    | 2      | 22.12.2005 | 15.11.2005 | 24.11.2005 |          |
| Need for Speed: ProStreet                                           | Course                                 | Electronic Arts                     | Electronic Arts                        | 2-4    | 2-4    | 19.03.2008 | 18.02.2008 | 21.02.2008 |          |
| Need for Speed: Shift                                               | Course                                 | Electronic Arts                     | Electronic Arts                        | 2-4    | Non    | 12.11.2009 | 15.09.2009 | 17.09.2009 |          |
| Need for Speed: Undercover                                          | Course                                 | Electronic Arts                     | Electronic Arts                        | 2-4    | 2-4    | 18.12.2008 | 17.11.2008 | 20.11.2008 |          |
| Need for Speed: Underground Rivals                                  | Course                                 | Electronic Arts                     | Electronic Arts                        | 2      | Non    | 24.02.2005 | 14.03.2005 | 01.09.2005 |          |
| Nendoroid Generation                                                | Rôle                                   | Banpresto                           | Namco Bandai Games                     | Non    | Non    | 23.02.2012 | Z          | Z          |          |
| Neon Genesis Evangelion 2                                           | Rôle                                   | Alfa System                         | Bandai                                 | 1      | Non    | 27.04.2006 | Z          | Z          |          |
| NFL Street 2 Unleashed                                              | Sport - Football américain             | Electronic Arts                     | Electronic Arts                        |        |        | Z          | 21.03.2005 | 01.09.2005 |          |
| NFL Street 3                                                        | Sport - Football américain             | Electronic Arts                     | Electronic Arts                        |        |        | Z          | 14.11.2006 | 02.02.2007 |          |
| NHL 07                                                              | Sport - Hockey sur glace               | Electronic Arts                     | Electronic Arts                        |        |        | Z          | 12.09.2006 | 22.09.2006 |          |
| Nos voisins, les hommes : Zamy pète les plombs!                     | Action-aventure                        | Amaze Entertainment                 | Activision                             | 2-4    | Non    | Z          | 21.11.2006 | 15.02.2007 |          |
| O                                                                   | O                                      | O                                   | O                                      | ZZ     | ZZ     | ZZ         | ZZ         | ZZ         | ZZ       |
| ObsCure: The Aftermath                                              | Survival horror                        | Hydravision                         | Playlogic                              | 2      | Non    | Z          | 13.10.2009 | 15.10.2009 |          |
| Off Road                                                            | Course                                 | Razorworks Studios                  | Empire Interactive                     | 2-6    | Non    | Z          | 23.09.2008 | 20.03.2008 |          |
| Online Chess Kingdoms                                               | Réflexion                              | Leviathan Games                     | Konami                                 | Non    | 2      | Z          | 28.11.2006 | 09.02.2007 |          |
| Out Run 2006: Coast 2 Coast                                         | Course                                 | Sumo Digital                        | Sega                                   | 2-6    | 2-6    | Z          | 20.03.2006 | 31.03.2006 |          |
| P                                                                   | P                                      | P                                   | P                                      | ZZ     | ZZ     | ZZ         | ZZ         | ZZ         | ZZ       |
| Pac-Man World 3                                                     | Plates-formes                          | Blitz Games                         | Namco                                  | 2-4    | Non    | Z          | 06.12.2005 | 02.06.2006 |          |
| Pac-Man World Rally                                                 | Course                                 | Smart Bomb Interactive              | Namco Bandai Games                     |        |        | Z          | 22.08.2006 | 24.08.2007 |          |
| Panic Bomber: Bomberman                                             | Réflexion                              | Hudson Soft                         | Hudson Soft                            |        |        | 23.06.2005 | Z          | Z          |          |
| PaRappa the Rapper                                                  | Rythme                                 | Epics                               | Sony Computer Entertainment            | 2-4    | Non    | 07.12.2006 | 17.07.2007 | 06.07.2007 |          |
| Parodius Portable                                                   | Shoot them up (compilation)            | Konami                              | Konami                                 | Non    | Non    | 25.01.2007 | Z          | Z          | [ N 6 ]  |
| Le Parrain                                                          | Action-aventure                        | Page 44 Studios                     | Electronic Arts                        | Non    | Non    | Z          | 19.09.2006 | 21.09.2006 |          |
| Patapon                                                             | Rythme                                 | Sony Computer Entertainment         | Sony Computer Entertainment            | Non    | Non    | 20.12.2007 | 26.02.2008 | 22.02.2008 |          |
| Patapon 2                                                           | Rythme                                 | Sony Computer Entertainment         | Sony Computer Entertainment            | 2-4    | Non    | 27.11.2008 | 05.05.2009 | 06.03.2009 |          |
| Patapon 3                                                           | Rythme                                 | Sony Computer Entertainment         | Sony Computer Entertainment            | 2-4    |        | 28.04.2011 | 12.04.2011 | 15.04.2011 |          |
| Patchwork Heroes                                                    | Action                                 | Acquire                             | Sony Computer Entertainment            | Non    | Non    | 18.02.2010 | Z          | Z          |          |
| Petz : Ma Famille Chiots                                            | Simulation de vie                      | Hi Games                            | Ubisoft                                | Non    | Non    | Z          | Z          | 18.06.2009 |          |
| Petz : Ma Famille Hamsters                                          | Simulation de vie                      | Hi Games                            | Ubisoft                                | Non    | Non    | Z          | Z          | 18.06.2009 |          |
| Phantasy Star Portable                                              | Action-aventure                        | Alfa System                         | Sega                                   |        |        | 31.07.2008 | 03.03.2009 | 17.04.2009 |          |
| Phantasy Star Portable 2                                            | Action-aventure                        | Alfa System                         | Sega                                   |        |        | 03.12.2009 | Z          | Z          |          |
| Pilot Academy                                                       | Simulateur de vol                      | Kuju Entertainment                  | Rising Star Games                      | 2-4    | Non    | 07.09.2006 | Z          | 27.10.2006 |          |
| Pimp My Ride                                                        | Course                                 | Eutechnyx                           | Activision                             | Non    | Non    | Z          | 10.04.2007 | 28.03.2008 |          |
| Pirates des Caraïbes : Jusqu'au bout du monde                       | Action                                 | Eurocom                             | Disney Interactive Studios             | 2-4    | Non    | Z          | 22.05.2007 | 22.05.2007 |          |
| Pirates des Caraïbes : Le Secret du coffre maudit                   | Action                                 | Griptonic Games                     | Buena Vista Games                      | 2-4    | Non    | 24.08.2006 | 27.06.2006 | 07.07.2006 |          |
| PixelJunk Monsters Deluxe                                           | Tower defense                          | Q-Games                             | Sony Computer Entertainment            | 2      | 2      | Z          | 27.04.2010 | Z          | [ N 7 ]  |
| Platypus (en)                                                       |                                        |                                     |                                        |        |        | 200        | 200        | 200        |          |
| PlayStation Network Collection: Power Pack                          | Compilation                            | Sony Computer Entertainment         | Sony Computer Entertainment            |        |        | Z          | Z          | 24.10.2008 | [ N 8 ]  |
| PlayStation Network Collection: Puzzle Pack                         | Compilation                            | Sony Computer Entertainment         | Sony Computer Entertainment            |        |        | Z          | Z          | 24.10.2008 | [ N 9 ]  |
| Pocket Racers                                                       |                                        |                                     |                                        |        |        | 200        | 200        | 200        |          |
| PoPoLoCrois                                                         | Rôle                                   | G-Artists                           | Ignition Entertainment                 | Non    | Non    | 10.02.2005 | 29.11.2005 | 29.09.2006 |          |
| Portable Island: Te no Hira no Resort                               |                                        |                                     |                                        |        |        | 200        |            |            |          |
| Power Stone Collection                                              | Combat (compilation)                   | Capcom                              | Capcom                                 | 2-4    | Non    | 30.11.2006 | 31.10.2006 | 20.10.2006 |          |
| PQ: Practical Intelligence Quotient                                 | Réflexion                              | Now Production                      | D3 Publisher                           |        |        | 26.05.2005 | 10.01.2006 | 14.07.2006 |          |
| Practical IQ                                                        | Réflexion                              | Now Production                      | D3 Publisher                           | Non    | Oui    | 21.12.2006 | 18.06.2007 | 03.08.2007 |          |
| Prince of Persia: Revelations                                       | Action / Plates-formes                 | Ubisoft Montréal                    | Ubisoft                                | Non    | Non    | Z          | 06.12.2005 | 16.12.2005 |          |
| Prince of Persia: Rival Swords                                      | Action / Plates-formes                 | Ubisoft Montréal                    | Ubisoft                                | 2      | Non    | Z          | 03.04.2007 | 05.04.2007 |          |
| Prince of Persia : Les Sables oubliés                               | Action / Plates-formes                 | Ubisoft Québec                      | Ubisoft                                | Non    | Non    | 24.06.2010 | 18.05.2010 | 20.05.2010 |          |
| Princess Crown                                                      | Action-RPG                             | Sega / Atlus / O-Two                | Atlus                                  | Non    | Non    | 22.09.2005 |            |            |          |
| Prinny: Can I Really Be the Hero?                                   | Action / Plates-formes                 | Nippon Ichi Software                | Nippon Ichi Software                   | 2      | Non    | 20.11.2008 | 17.02.2009 | 26.06.2009 |          |
| Pro Cycling : Saison 2007                                           | Sport - Cyclisme / Gestion             | Cyanide                             | Focus                                  | Non    | Non    | Z          | Z          | 07.09.2007 |          |
| Pro Cycling : Saison 2008                                           | Sport - Cyclisme / Gestion             | Cyanide                             | Focus                                  | 2      | Non    | Z          | Z          | 19.06.2008 |          |
| Pro Cycling : Saison 2009                                           | Sport - Cyclisme / Gestion             | Cyanide                             | Focus                                  | 2      | Non    | Z          | Z          | 09.07.2009 |          |
| Pro Evolution Soccer 2008                                           | Sport - Football                       | Konami                              | Konami                                 |        |        | 24.01.2008 | 11.03.2008 | 24.02.2008 |          |
| Pro Evolution Soccer 2009                                           | Sport - Football                       | Konami                              | Konami                                 | 2      | 2      | 28.01.2009 | 11.11.2008 | 06.11.2008 |          |
| Pro Evolution Soccer 2010                                           | Sport - Football                       | Konami                              | Konami                                 | 2      | Non    | 10.12.2009 | 10.11.2009 | 05.11.2009 |          |
| Pro Evolution Soccer 5                                              | Sport - Football                       | Konami                              | Konami                                 | 2      | Non    | 15.09.2005 | 07.02.2006 | 24.11.2005 |          |
| Pro Evolution Soccer 6                                              | Sport - Football                       | Konami                              | Konami                                 | 2      | Non    | 14.12.2006 | 06.02.2007 | 01.12.2006 |          |
| ProStroke Golf: World Tour 2007                                     | Sport - Golf                           | Gusto Games                         | Oxygen Games                           |        |        |            | 200        | 200        |          |
| Professeur Sudoku                                                   |                                        |                                     |                                        |        |        | 200        | 200        | 200        |          |
| Pursuit Force                                                       | Action / Course                        | Bigbig Studios                      | Sony Computer Entertainment            | Non    | Non    | 02.03.2006 | 07.03.2006 | 18.11.2005 |          |
| Pursuit Force: Extreme Justice                                      | Action / Course                        | Bigbig Studios                      | Sony Computer Entertainment            | 2-4    | Non    | Z          | 29.01.2008 | 07.12.2007 |          |
| Puyo Pop Fever                                                      | Puzzle                                 | Sonic Team                          | Sega                                   |        |        | 24.12.2004 | Z          | 06.10.2006 |          |
| Puyo Puyo 7                                                         | Puzzle                                 | Sonic Team                          | Sega                                   |        |        | 26.11.2009 | Z          | Z          |          |
| Puzzle Bobble Pocket                                                |                                        |                                     |                                        |        |        | 200        | 200        | 200        |          |
| Puzzle Challenge: Crosswords and More!                              | Puzzle                                 | Crave Entertainment                 | Crave Entertainment                    |        |        | Z          | 09.06.2006 | Z          |          |
| Puzzle Chronicles                                                   | Puzzle / Rôle                          | Infinite Interactive                | Konami                                 | 2      | Non    | Z          | 28.01.2010 | 18.02.2010 |          |
| Puzzle Quest: Challenge of the Warlords                             | Puzzle / Rôle                          | Infinite Interactive                | D3 Publisher                           | 2      | Non    | 27.09.2007 | 20.03.2007 | 29.02.2008 |          |
| Q                                                                   | Q                                      | Q                                   | Q                                      | ZZ     | ZZ     | ZZ         | ZZ         | ZZ         | ZZ       |
| Qix++                                                               | Réflexion                              | Taito                               | Taito                                  |        |        | 25.02.2010 | Z          | Z          |          |
| Queen's Blade: Spiral Chaos                                         | Tactical RPG                           | Namco Bandai Games                  | Namco Bandai Games                     | Non    | Non    | 17.12.2009 | Z          | Z          |          |
| R                                                                   | R                                      | R                                   | R                                      | ZZ     | ZZ     | ZZ         | ZZ         | ZZ         | ZZ       |
| R-Type Tactics                                                      | Shoot them up tactique                 | Irem                                | Rising Star Games                      | 2      | Non    | 20.09.2007 | 06.05.2008 | 26.09.2008 |          |
| R-Type Tactics II: Operation Bitter Chocolate                       | Shoot them up tactique                 | Irem                                | Irem                                   |        |        | 10.12.2009 | Z          | Z          |          |
| Rainbow Islands Evolution                                           |                                        |                                     |                                        |        |        | 200        | 200        | 200        |          |
| Rainbow Six: Vegas                                                  |                                        |                                     |                                        |        |        | 200        | 200        | 200        |          |
| Ratatouille                                                         | Plates-formes                          | Locomotive Games                    | THQ                                    | 2      | Non    | Z          | 26.06.2007 | 03.08.2007 |          |
| Ratchet and Clank : La taille, ça compte                            | Plates-formes                          | High Impact Games                   | Sony Computer Entertainment            | 2-4    | 2-4    | 28.06.2007 | 13.02.2007 | 11.05.2007 |          |
| Real Madrid: The Game                                               | Sport - Football                       | Atomic Planet                       | Virgin Play                            | Non    | Non    | Z          | Z          | 16.04.2009 |          |
| Les Rebelles de la forêt                                            |                                        |                                     |                                        |        |        | 200        | 200        | 200        |          |
| Rengoku: The Tower of Purgatory                                     | Action-aventure                        | Neverland                           | Konami                                 | 2-4    | Non    | 27.01.2005 | 26.04.2005 | 10.02.2006 |          |
| Rengoku II: The Stairway to H.E.A.V.E.N.                            | Action-aventure                        | Neverland                           | Konami                                 | 2-4    | Non    | 27.04.2006 | 12.09.2006 | 20.10.2006 |          |
| Resistance: Retribution                                             | Tir à la troisième personne            | Sony Computer Entertainment         | Sony Computer Entertainment            | 2-8    | 2-8    | 12.03.2009 | 17.03.2009 | 25.03.2009 |          |
| Ridge Racer                                                         | Course                                 | Namco                               | Namco                                  | 2-8    | Non    | 12.12.2004 | 22.03.2005 | 01.09.2005 |          |
| Ridge Racer 2                                                       | Course                                 | Namco                               | Namco                                  | 2-8    | Non    | 14.09.2006 | ANNULÉ     | 18.10.2006 |          |
| Riviera : la Terre Promise                                          | Rôle                                   | Sting Entertainment                 | 505 Games                              | Non    | Non    | 22.11.2006 | 11.07.2007 | 04.04.2008 |          |
| Rock Band Unplugged                                                 | Rythme                                 | Harmonix                            | Electronic Arts                        | Non    | Oui    | Z          | 09.06.2009 | 18.06.2009 |          |
| RockMan DASH: Hagane no Bōkenshin                                   | Action-aventure                        | Capcom                              | Capcom                                 |        |        | 04.08.2005 | ANNULÉ     | Z          |          |
| RockMan DASH 2: Épisode 2 Ooinaru Isan                              | Action-aventure                        | Capcom                              | Capcom                                 |        |        | 08.09.2005 | Z          | Z          |          |
| Rocky Balboa                                                        | Sport - Boxe                           | Ubisoft                             | Ubisoft                                | 2      | Non    | Z          | 13.03.2007 | 26.01.2007 |          |
| Les Rois de la glisse                                               |                                        |                                     |                                        |        |        | 200        | 200        | 200        |          |
| Rugby League Challenge                                              |                                        |                                     |                                        |        |        | 200        | 200        | 200        |          |
| S                                                                   | S                                      | S                                   | S                                      | ZZ     | ZZ     | ZZ         | ZZ         | ZZ         | ZZ       |
| S.O.S. Fantômes le Jeu Vidéo                                        | Action                                 | Red Fly Studio                      | Sony Computer Entertainment            | Non    | Non    | Z          | 30.10.2009 | 11.11.2009 |          |
| Samurai Warriors: State of War                                      | beat them all                          | Omega Force                         | Koei                                   | 2-4    | Non    | 08.12.2005 | 07.03.2006 | 24.03.2006 |          |
| Sangokushi V                                                        |                                        |                                     |                                        |        |        | 200        | 200        | 200        |          |
| SBK-07: Superbike World Championship                                | Course                                 | Milestone                           | Black Bean Games                       | 2-4    | Non    | Z          | 18.03.2008 | 29.06.2007 |          |
| SBK-08: Superbike World Championship                                | Course                                 | Milestone                           | Black Bean Games                       | 2-4    | Non    | Z          | 17.03.2009 | 26.06.2008 |          |
| SBK-09: Superbike World Championship                                | Course                                 | Milestone                           | Black Bean Games                       | 2-4    | Non    | Z          | Z          | 28.05.2009 |          |
| Scarface: Money. Power. Respect.                                    |                                        |                                     |                                        |        |        | 200        | 200        | 200        |          |
| Scooby-Doo! : Qui regarde qui ?                                     |                                        |                                     |                                        |        |        | 200        | 200        | 200        |          |
| Secret Agent Clank                                                  | Action-aventure                        | High Impact Games                   | Sony Computer Entertainment            | Non    | Non    | 20.11.2008 | 17.06.2008 | 11.07.2008 |          |
| Sega Mega Drive Collection                                          | Compilation                            | Digital Eclipse                     | Sega                                   | 2      | Non    | Z          | 16.11.2006 | 02.02.2007 |          |
| Sega Rally                                                          |                                        |                                     |                                        |        |        | 200        | 200        | 200        |          |
| Le Seigneur des Anneaux : Tactics                                   | Tactical RPG                           | Amaze Entertainment                 | Electronic Arts                        | 2-4    | Non    | Z          | 08.11.2005 | 02.12.2005 |          |
| Shaun White Snowboarding                                            | Sport - Snowboard                      | Ubisoft                             | Ubisoft                                | 2      | Non    | 05.02.2009 | 16.11.2008 | 13.11.2008 |          |
| Shin Megami Tensei: Persona 3 portable                              | Rôle                                   | Atlus                               | Atlus                                  |        |        | 01.11.2009 | 06.07.2010 | Z          |          |
| Shinobido : Les légendes du ninja                                   |                                        |                                     |                                        |        |        | 200        | 200        | 200        |          |
| Shrek le troisième                                                  | Action                                 | Amaze Entertainment                 | Activision                             | 2      | Non    | Z          | 05.06.2007 | 20.07.2007 |          |
| Shrek Smash n' Crash Racing                                         | Course                                 | Activision                          | Activision                             | 2-4    | Non    | Z          | 12.12.2006 | 16.02.2007 |          |
| Sid Meier's Pirates!                                                | Stratégie en temps réel                | Full Fat                            | 2K Games                               | 2-4    | Non    | Z          | 22.01.2007 | 09.03.2007 |          |
| Silent Hill: Ørigins                                                | Survival horror                        | Climax Group                        | Konami                                 | Non    | Non    | 06.12.2007 | 06.11.2007 | 16.11.2007 |          |
| Silent Hill: Shattered Memories                                     | Survival horror                        | Climax Group                        | Konami                                 | Non    | Non    | 25.03.2010 | 19.01.2010 | 25.02.2010 |          |
| Silverfall                                                          |                                        |                                     |                                        |        |        | 200        | 200        | 200        |          |
| Les Simpson : Le jeu                                                | Plates-formes                          | Electronic Arts                     | Electronic Arts                        | Non    | Non    | Z          | 05.11.2007 | 09.11.2007 |          |
| Les Sims 2                                                          | Simulation de vie                      | Maxis                               | Electronic Arts                        | 2-4    | Non    | 09.02.2006 | 07.12.2005 | 13.01.2006 |          |
| Les Sims 2 : Animaux et Cie                                         | Simulation de vie                      | Maxis                               | Electronic Arts                        | Non    | Non    | 18.01.2007 | 14.12.2006 | 15.12.2006 |          |
| Les Sims 2 : Naufragés                                              | Simulation de vie                      | Maxis                               | Electronic Arts                        | Non    | Non    | Z          | 22.10.2007 | 02.11.2007 |          |
| Skate Park City                                                     | Sport - Skateboard                     | Zeroscale                           | Midas Interactive Entertainment        |        |        | Z          | Z          | 08.06.2008 |          |
| Smash Court Tennis 3                                                | Sport - Tennis                         | Namco Bandai Games                  | Namco Bandai Games                     |        |        | 21.06.2007 | 16.07.2007 | 01.06.2007 |          |
| SNK Arcade Classics Vol. 1                                          | Compilation                            | SNK Playmore                        | Ignition Entertainment                 | 2      | Non    | 21.05.2009 | 05.05.2008 | 17.10.2008 | [ N 10 ] |
| Snoopy vs. the Red Baron                                            | Action                                 | Smart Bomb Interactive              | Namco Bandai Games                     | 2-6    | Non    | Z          | 24.10.2006 | Z          |          |
| SOCOM: US Navy Seals - Fireteam Bravo                               | Tir à la troisième personne            | Zipper Interactive                  | Sony Computer Entertainment            |        |        | Z          | 08.11.2005 | 21.04.2006 |          |
| SOCOM: US Navy Seals - Fireteam Bravo 2                             | Tir à la troisième personne            | Zipper Interactive                  | Sony Computer Entertainment            | 2-16   | 2-16   | Z          | 07.11.2006 | 15.06.2007 |          |
| SOCOM: US Navy Seals - Fireteam Bravo 3                             | Tir à la troisième personne            | Slant Six Games                     | Sony Computer Entertainment            |        |        | 11.02.2010 | 16.02.2010 | 17.02.2010 |          |
| SOCOM: US Navy Seals - Tactical Strike                              | Tir à la troisième personne            | Slant Six Games                     | Sony Computer Entertainment            |        |        | Z          | 06.11.2007 | 07.12.2007 |          |
| Sonic Rivals                                                        | Action / Course                        | Backbone Entertainment              | Sega                                   | 2      | Non    | Z          | 24.11.2006 | 01.12.2006 |          |
| Sonic Rivals 2                                                      | Action / Course                        | Backbone Entertainment              | Sega                                   |        |        | Z          | 13.11.2007 | 07.12.2007 |          |
| SoulCalibur: Broken Destiny                                         | Combat                                 | Namco                               | Namco Bandai Games                     | 2      | Non    | 27.08.2009 | 01.09.2009 | 03.09.2009 |          |
| Space Invaders Evolution                                            | Shoot them up                          | Marvelous Entertainment             | Atari                                  | 2-4    | Non    | 22.09.2005 | Z          | 03.11.2006 |          |
| Space Invaders Extreme                                              | Shoot them up                          | Gulti                               | Taito                                  | 2      | Non    | 21.02.2008 | 17.06.2008 | 04.07.2008 |          |
| Spider-Man 2                                                        | Action                                 | Vicarious Visions                   | Activision                             | Non    | Non    | 26.10.2006 | 15.03.2005 | 01.09.2005 |          |
| Spider-Man 3                                                        | Action                                 | Treyarch                            | Activision                             | Non    | Non    | Z          | 16.10.2007 | Z          |          |
| Spider-Man : Allié ou Ennemi                                        | Action                                 | Artificial Mind and Movement        | Activision                             | 2      | Non    | Z          | 02.10.2007 | 02.11.2007 |          |
| Spider-Man : Le Règne des ombres : L'Union sacrée                   | Action                                 | Treyarch                            | Activision                             | Non    | Non    | Z          | 21.10.2008 | 24.10.2008 |          |
| Spinout                                                             | Course / Réflexion                     | Icon Games                          | Ghostlight                             | Non    | Non    | Z          | Z          | 15.05.2008 |          |
| Splinter Cell: Essentials                                           | Tir à la troisième personne            | Ubisoft                             | Ubisoft                                | 2      | Non    | Z          | 21.03.2006 | 06.04.2006 |          |
| SSX On Tour                                                         | Sport - Snowboard                      | Electronic Arts                     | Electronic Arts                        | 2-4    | Non    | 24.11.2005 | 11.10.2005 | 28.10.2005 |          |
| Star Ocean: First Departure                                         | Rôle                                   | Tri-Ace                             | Square Enix                            | Non    | Non    | 27.12.2007 | 21.10.2008 | 24.10.2008 |          |
| Star Ocean: Second Evolution                                        | Rôle                                   | Tri-Ace                             | Square Enix                            | Non    | Non    | 02.04.2008 | 20.01.2009 | 13.02.2009 |          |
| Star Trek: Tactical Assault                                         |                                        |                                     |                                        |        |        | 200        | 200        | 200        |          |
| Star Wars : le Pouvoir de la force                                  | Action                                 | Krome Studios                       | LucasArts                              | 2-4    | Non    | Z          | 16.09.2008 | 19.09.2008 |          |
| Star Wars, épisode III : La Revanche des Sith                       | Action                                 | Ubisoft                             | LucasArts                              |        |        | Z          | ANNULÉ     | ANNULÉ     |          |
| Star Wars Battlefront: Elite Squadron                               | Tir à la troisième personne            | Rebellion Software                  | LucasArts                              | 2-6    | 2-16   | Z          | 03.11.2009 | 06.11.2009 |          |
| Star Wars Battlefront: Renegade Squadron                            | Tir à la troisième personne            | Rebellion Software                  | LucasArts                              | 2-8    | 2-16   | Z          | 09.10.2007 | 12.10.2007 |          |
| Star Wars: Battlefront II                                           | Tir à la troisième personne            | Savage Entertainment                | LucasArts                              | 2-4    | Non    | 06.04.2006 | 31.10.2005 | 18.11.2005 |          |
| Star Wars: Lethal Alliance                                          | Action                                 | Ubisoft                             | Ubisoft                                | 2      | Non    | Z          | 05.12.2006 | 07.12.2006 |          |
| Star Wars: The Clone Wars - Les Héros de la République              | Action                                 | Krome Studios                       | LucasArts                              | Non    | Non    | Z          | 06.10.2009 | 09.10.2009 |          |
| StateShift                                                          | Course / Action                        | Midas Interactive Entertainment     | Midas Interactive Entertainment        |        |        | Z          | Z          | 20.07.2007 |          |
| Steel Horizon                                                       |                                        |                                     |                                        |        |        | 200        | 200        | 200        |          |
| Street Fighter Alpha 3 Max                                          | Combat                                 | Capcom                              | Capcom                                 | 2-8    | Non    | 19.01.2006 | 07.02.2006 | 10.03.2006 |          |
| Street Skater 2                                                     |                                        |                                     |                                        |        |        | 200        | 200        | 200        |          |
| Street Riders                                                       | Combat motorisé                        | Ubisoft                             | Ubisoft                                | 2-8    | Non    | Z          | Z          | 31.03.2006 |          |
| Street Supremacy                                                    |                                        |                                     |                                        |        |        | 200        | 200        | 200        |          |
| Sunday VS Magazine: Shūketsu! Chōjō Daikessen                       | Combat                                 | Konami                              | Konami                                 |        |        | 26.03.2009 | Z          | Z          |          |
| Super Collapse! 3                                                   |                                        |                                     |                                        |        |        | 200        | 200        | 200        |          |
| Super Fruit Fall                                                    | Puzzle                                 | System 3                            | System 3                               | 2      | Non    | Z          | Z          | 21.06.2007 |          |
| Super Hind                                                          | Action                                 | Mountain Sheep                      | Virgin Play                            | Non    | Non    | Z          | Z          | 09.09.2008 |          |
| Super Monkey Ball Adventure                                         | Plates-formes                          | Traveller's Tales                   | Sega                                   | 2-4    | Non    | Z          | 29.08.2006 | 30.06.2006 |          |
| Super Pocket Tennis                                                 | Sport - Tennis                         | HuneX                               | Essential Games                        | 2-4    | Non    | 23.02.2006 | Z          | 08.06.2007 |          |
| Super Robot Taisen A Portable                                       | Tactical RPG                           | Banpresto                           | Bandai Namco Games                     |        |        | 19.06.2008 | Z          | Z          |          |
| Super Robot Taisen MX Portable                                      | Tactical RPG                           | Banpresto                           | Banpresto                              |        |        | 29.12.2005 | Z          | Z          |          |
| SWAT: Target Liberty                                                |                                        |                                     |                                        |        |        | 200        | 200        | 200        |          |
| Syphon Filter: Dark Mirror                                          | Tir à la troisième personne            | Sony Computer Entertainment         | Sony Computer Entertainment            | 2-8    | 2-8    | Z          | 14.03.2006 | 30.08.2006 |          |
| Syphon Filter: Logan's Shadow                                       | Tir à la troisième personne            | Sony Computer Entertainment         | Sony Computer Entertainment            | 2-8    | 2-8    | Z          | 02.10.2007 | 30.11.2007 |          |
| T                                                                   | T                                      | T                                   | T                                      | ZZ     | ZZ     | ZZ         | ZZ         | ZZ         | ZZ       |
| Taiko no Tatsujin Portable                                          |                                        |                                     |                                        |        |        | 200        | 200        | 200        |          |
| Taiko no Tatsujin Portable 2                                        |                                        |                                     |                                        |        |        | 200        | 200        | 200        |          |
| Taito Legends Power-Up                                              |                                        |                                     |                                        |        |        | 200        | 200        | 200        |          |
| Tales of Destiny 2                                                  | Rôle                                   | Namco Bandai Games                  | Namco Bandai Games                     |        |        | 15.02.2007 | Z          | Z          |          |
| Tales of Eternia                                                    | Rôle                                   | Namco                               | Ubisoft                                | Non    | Non    | 03.03.2005 | Z          | 10.02.2006 |          |
| Tales of Phantasia: Full Voice Edition                              | Rôle                                   | Namco Bandai Games                  | Namco Bandai Games                     |        |        | 07.09.2006 | Z          | Z          |          |
| Tales of Rebirth                                                    | Rôle                                   | Namco Bandai Games                  | Namco Bandai Games                     |        |        | 19.03.2008 | Z          | Z          |          |
| Tales of the World: Radiant Mythology                               | Rôle                                   | Alfa System                         | Namco Bandai Games                     | 2      | Non    | 21.12.2006 | 17.07.2007 | 07.09.2007 |          |
| Tales of the World: Radiant Mythology 2                             | Rôle                                   | Alfa System                         | Namco Bandai Games                     |        |        | 29.01.2009 | Z          | Z          |          |
| Tales of VS.                                                        | Combat                                 | Matrix Software                     | Namco Bandai Games                     |        |        | 06.08.2009 | Z          | Z          |          |
| Tekken: Dark Resurrection                                           | Combat                                 | Eighting                            | Namco Bandai Games                     | 2      | Oui    | 06.07.2006 | 25.07.2006 | 15.09.2006 |          |
| Tekken 6                                                            | Combat                                 | Namco Bandai Games                  | Namco Bandai Games                     | 2      | Non    | 14.01.2010 | 24.11.2009 | 11.12.2009 |          |
| Tempête de boulettes géantes                                        | Action                                 | Ubisoft                             | Ubisoft                                | Non    | Non    | Z          | 18.09.2009 | 01.10.2009 |          |
| Tenchi no Mon 2: Busōden                                            | Action-RPG                             | Climax Entertainment                | Sony Computer Entertainment            |        |        | 19.10.2006 | Z          | Z          |          |
| Tenchu: Shadow Assassins                                            | Infiltration                           | From Software                       | Ubisoft                                | Non    | Non    | 12.02.2009 | 24.03.2009 | 03.04.2009 |          |
| Tenchu: Time of the Assassins                                       | Infiltration                           | K2 LLC                              | Sega                                   | 2      | Non    | 28.07.2005 | ANNULÉ     | 23.06.2006 |          |
| Test Drive Unlimited                                                | Course                                 | Krome Studios Melbourne             | Atari                                  | 2-4    | 2-4    | Z          | 21.03.2007 | 30.03.2007 |          |
| Thrillville                                                         | Gestion                                | Frontier Developments               | LucasArts                              | 2-4    | Non    | Z          | 21.11.2006 | 15.12.2006 |          |
| Thrillville : Le Parc en folie                                      | Gestion                                | Frontier Developments               | LucasArts                              | 2      | Non    | Z          | 09.10.2007 | 19.10.2007 |          |
| Tiger Woods PGA Tour                                                | Sport - Golf                           | Electronic Arts                     | Electronic Arts                        |        |        | 25.08.2005 | 23.03.2005 | 07.10.2005 |          |
| Tiger Woods PGA Tour 06                                             | Sport - Golf                           | Electronic Arts                     | Electronic Arts                        | 2      | Non    | 16.02.2006 | 26.09.2005 | 26.09.2005 |          |
| Tiger Woods PGA Tour 07                                             | Sport - Golf                           | Electronic Arts                     | Electronic Arts                        | 2      | 2      | 15.02.2007 | 10.10.2006 | 22.09.2006 |          |
| Tiger Woods PGA Tour 08                                             | Sport - Golf                           | Electronic Arts                     | Electronic Arts                        | 2      | 2      | Z          | 28.08.2007 | 05.10.2007 |          |
| Tiger Woods PGA Tour 09                                             | Sport - Golf                           | Electronic Arts                     | Electronic Arts                        | 2      | Non    | Z          | 26.08.2008 | 29.08.2008 |          |
| Tiger Woods PGA Tour 10                                             | Sport - Golf                           | Electronic Arts                     | Electronic Arts                        | 2      | 2      | Z          | 08.06.2009 | 03.07.2009 |          |
| TMNT : Les Tortues Ninja                                            | Action                                 | Ubisoft Montréal                    | Ubisoft                                | 2      | non    | Z          | 20.03.2007 | 23.03.2007 |          |
| TOCA Race Driver 2: Ultimate Racing Simulator                       | Course                                 | Sumo Digital                        | Codemasters                            | 2-12   | Non    | 14.12.2006 | Z          | 01.09.2005 |          |
| TOCA Race Driver 3: Challenge                                       | Course                                 | Sumo Digital                        | Codemasters                            | 2-12   | Non    | Z          | Z          | 16.02.2007 |          |
| Tokobot                                                             | Action / Réflexion                     | Tecmo                               | Take-Two Interactive                   | Non    | Non    | 15.12.2005 | 05.12.2005 | 07.04.2006 |          |
| Tomb Raider: Anniversary                                            | Action-aventure                        | Crystal Dynamics                    | Eidos Interactive                      | Non    | Non    | 27.03.2008 | 09.08.2007 | 26.10.2007 |          |
| Tomb Raider: Legend                                                 | Action-aventure                        | Crystal Dynamics                    | Eidos Interactive                      | 2      | Non    | 07.12.2006 | 21.06.2006 | 09.06.2006 |          |
| Tony Hawk's Project 8                                               | Sport - Skateboard                     | Page 44 Studios                     | Activision                             | 2-4    | Non    | Z          | 21.11.2006 | 08.06.2007 |          |
| Tony Hawk's Underground 2: Remix                                    | Sport - Skateboard                     | Shaba Games                         | Activision                             | 2-4    | Non    | Z          | 15.03.2005 | 01.09.2005 |          |
| Toy Story 3                                                         |                                        |                                     |                                        |        |        | Z          | Z          | Z          |          |
| La Revanche                                                         | Action                                 | Savage Entertainment                | Activision                             | 2      | Non    | Z          | 23.06.2009 | 26.06.2009 |          |
| Transformers, le jeu                                                | Action                                 | Savage Entertainment                | Activision                             | 2-4    | Non    | Z          | 19.06.2007 | 20.07.2007 |          |
| Tube Mania                                                          | Puzzle                                 | Empire Interactive                  | Empire Interactive                     | Non    | Non    | Z          | 30.09.2008 | 02.10.2008 |          |
| Twelve: Sengoku Hōshinden                                           | Tactical RPG                           | Tenky                               | Konami                                 |        |        | 25.08.2005 | Z          | Z          |          |
| Twisted Metal: Head-On                                              | Combat motorisé                        | Incognito Entertainment             | Sony Computer Entertainment            | 2-6    | 2-6    | Z          | 24.03.2005 | 04.11.2005 |          |
| U                                                                   | U                                      | U                                   | U                                      | ZZ     | ZZ     | ZZ         | ZZ         | ZZ         | ZZ       |
| UEFA Champions League 2006-2007                                     | Sport - Football                       | EA Canada                           | Electronic Arts                        | 2      | 2      | Z          | 20.03.2007 | 22.03.2007 |          |
| UEFA Euro 2008                                                      | Sport - Football                       | EA Canada                           | Electronic Arts                        |        |        | Z          | 19.05.2008 | 17.04.2008 |          |
| Ultimate Ghosts'n Goblins                                           | Plates-formes                          | Capcom                              | Capcom                                 |        |        | 13.08.2006 | 29.08.2006 | 08.09.2006 |          |
| Ultraman Fighting Evolution 0                                       | Combat                                 | Banpresto                           | Banpresto                              |        |        | 20.07.2006 | Z          | Z          |          |
| Undead Knights                                                      | Action                                 | Koei Tecmo Games                    | Tecmo                                  | 2-4    | Non    | 15.10.2009 | 29.09.2009 | 26.02.2010 |          |
| Untold Legends : Confrérie de l'épée                                | Hack and slash                         | Sony Online Entertainment           | Sony Online Entertainment              | 2-4    | Non    | 23.03.2006 | 22.03.2005 | 01.09.2005 |          |
| Untold Legends: The Warrior's Code                                  | Hack and slash                         | Sony Online Entertainment           | Sony Online Entertainment              | 2-4    | 2-4    | 26.10.2006 | 28.03.2006 | 29.06.2006 |          |
| V                                                                   | V                                      | V                                   | V                                      | ZZ     | ZZ     | ZZ         | ZZ         | ZZ         | ZZ       |
| Valhalla Knights                                                    |                                        |                                     |                                        |        |        | 200        | 200        | 200        |          |
| Valhalla Knights 2                                                  |                                        |                                     |                                        |        |        | 200        | 200        | 200        |          |
| Valhalla Knights 2: Battle Stance                                   |                                        |                                     |                                        |        |        | 200        | 200        | 200        |          |
| Valkyria Chronicles II                                              | Tactical RPG / Action                  | Sega                                | Sega                                   | 2-4    | Non    | 21.01.2010 | 31.08.2010 | 03.09.2010 |          |
| Valkyrie Profile: Lenneth                                           | Rôle                                   | Tri-Ace                             | Square Enix                            | Non    | Non    | 02.03.2006 | 18.07.2006 | 27.04.2007 |          |
| Viewtiful Joe: Red Hot Rumble                                       | Combat                                 | Clover Studio                       | Capcom                                 | 2-4    | Non    | 23.03.2006 | 22.03.2006 | 26.05.2006 |          |
| Virtua Tennis 3                                                     | Sport - Tennis                         | Sumo Digital                        | Sega                                   |        |        | Z          | 26.03.2007 | 30.03.2007 |          |
| Virtua Tennis: World Tour                                           | Sport - Tennis                         | Sumo Digital                        | Sega                                   |        |        | 26.01.2006 | 07.10.2005 | 01.09.2005 |          |
| W                                                                   | W                                      | W                                   | W                                      | ZZ     | ZZ     | ZZ         | ZZ         | ZZ         | ZZ       |
| WALL-E                                                              | Action-aventure                        | Asobo Studio                        | THQ                                    | 2      | Non    | Z          | 24.06.2008 | 04.07.2008 |          |
| Warhammer 40,000: Squad Command                                     |                                        |                                     |                                        |        |        | 200        | 200        | 200        |          |
| Warning : Code de la route                                          |                                        |                                     |                                        |        |        | 200        | 200        | 200        |          |
| The Warriors                                                        | beat them all                          | Rockstar Toronto                    | Rockstar Games                         | 2      | Non    | Z          | 12.02.2007 | 23.02.2007 |          |
| Warriors of the Lost Empire                                         | Action-RPG                             | Goshow                              | Mercury Games                          | 2      | Non    | 25.01.2007 | 13.12.2007 | 19.02.2009 |          |
| Warriors Orochi                                                     | beat them all                          | Omega Force                         | Koei                                   |        |        | 21.02.2008 | 25.03.2008 | 28.03.2008 |          |
| Warriors Orochi 2                                                   | beat them all                          | Omega Force                         | Koei                                   |        |        | 27.11.2008 | 28.08.2009 | 04.09.2009 |          |
| What Did I Do to Deserve This, My Lord!? 2                          |                                        |                                     |                                        |        |        | 200        | 200        | 200        |          |
| Wild Arms XF                                                        | Tactical RPG                           | Media.Vision                        | 505 Games                              | Non    | Non    | 09.08.2007 | 11.03.2008 | 28.11.2008 |          |
| WipEout Pulse                                                       | Course futuriste                       | SCE Studio Liverpool                | Sony Computer Entertainment            | 2-8    | 2-8    | Z          | 12.02.2008 | 14.12.2007 |          |
| WipEout Pure                                                        | Course futuriste                       | SCE Studio Liverpool                | Sony Computer Entertainment            | 2-8    | Non    | 07.04.2005 | 16.03.2005 | 01.09.2005 |          |
| Work Time Fun                                                       | Mini-jeux                              | SCEJ                                | SCEI, D3Publisher                      |        |        | 22.12.2005 | 17.10.2006 |            |          |
| World Championship Poker 2                                          |                                        |                                     |                                        |        |        | 200        | 200        | 200        |          |
| World of Pool                                                       | Sport - Billard                        | Ghostlight                          | Ghostlight                             | 2      | Non    | Z          | Z          | 19.05.2008 |          |
| World Poker Tour                                                    | Poker                                  | 2K Sports                           | 2K Sports                              | Non    | 2-6    | Z          | 17.04.2006 | 02.06.2006 |          |
| World Series of Poker                                               | Poker                                  | Activision                          | Activision                             | 2-9    | Non    | Z          | 15.09.2005 | 24.02.2006 |          |
| World Series of Poker: Tournament of Champions                      | Poker                                  | Activision                          | Activision                             | 2-9    | 2-9    | Z          | 21.12.2006 | 15.02.2007 |          |
| World Series of Poker 2008: Battle for the Bracelets                | Poker                                  | Left Field Productions              | Activision                             | 2-9    | 2-9    | Z          | 06.11.2007 | 05.12.2007 |          |
| World Snooker Challenge 2005                                        | Sport - Snooker                        | Blade Interactive                   | Sega                                   | 2      | Non    | Z          | Z          | 01.09.2005 |          |
| World Snooker Challenge 2007                                        | Sport - Snooker                        | Blade Interactive                   | Sega                                   | 2      | Non    | Z          | Z          | 12.01.2007 |          |
| World Tour Soccer Challenge Edition                                 | Sport - Football                       | SCE London Studio                   | Sony Computer Entertainment            | 2      | Non    | Z          | 14.03.2005 | 01.09.2005 |          |
| World Tour Soccer 2                                                 | Sport - Football                       | SCE London Studio                   | Sony Computer Entertainment            | 2-4    | 2      | Z          | 27.06.2006 | 23.06.2006 |          |
| Worms: Open Warfare                                                 | Stratégie au tour par tour             | Team17                              | THQ                                    | 2-4    | Non    | Z          | 20.03.2006 | 24.03.2006 |          |
| Worms: Open Warfare 2                                               | Stratégie au tour par tour             | Team17                              | THQ                                    |        |        | Z          | 04.09.2007 | 31.08.2007 |          |
| WRC: FIA World Rally Championship                                   | Course de rallye                       | Traveller's Tales                   | Sony Computer Entertainment            | 2-8    | Oui    | 09.03.2006 | 18.04.2006 | 02.06.2006 |          |
| WTF: Work Time Fun                                                  |                                        |                                     |                                        |        |        | 200        | 200        | 200        |          |
| WWE SmackDown! vs. Raw 2006                                         | Combat - Catch                         | Yuke's                              | THQ                                    | 2-4    | Non    | 12.10.2006 | 13.12.2005 | 16.12.2005 |          |
| WWE SmackDown! vs. Raw 2007                                         | Combat - Catch                         | Yuke's                              | THQ                                    | 2-4    | Non    | 22.02.2007 | 06.12.2006 | 15.12.2006 |          |
| WWE SmackDown vs. Raw 2008: ECW Invasion                            | Combat - Catch                         | Yuke's                              | THQ                                    | 2-4    | Non    | Z          | 13.11.2007 | 09.11.2007 |          |
| WWE SmackDown vs. Raw 2009                                          | Combat - Catch                         | Yuke's                              | THQ                                    | 2-4    | Non    | Z          | 09.11.2008 | 07.11.2008 |          |
| WWE SmackDown vs. Raw 2010                                          | Combat - Catch                         | Yuke's                              | THQ                                    | 2-4    | Non    | Z          | 20.10.2009 | 23.10.2009 |          |
| WWE SmackDown vs. Raw 2011                                          | Combat - Catch                         | Yuke's                              | THQ                                    | 2-4    | Non    | Z          | 26.10.2010 | 29.10.2010 |          |
| WWII: Battle Over the Pacific                                       | Action                                 | Midas Interactive Entertainment     | Midas Interactive Entertainment        | Non    | Non    | Z          | Z          | 09.05.2008 |          |
| X                                                                   | X                                      | X                                   | X                                      | ZZ     | ZZ     | ZZ         | ZZ         | ZZ         | ZZ       |
| X-Men Legends 2 : l'Avènement d'Apocalypse                          | Action                                 | Raven Software                      | Activision                             | 2-4    | 2-4    | Z          | 18.10.2005 | 25.11.2005 |          |
| X-Men Origins: Wolverine                                            | Action                                 | Griptonite Games                    | Activision                             | Non    | Non    | Z          | 01.05.2009 | 01.05.2009 |          |
| Xyanide: Resurrection                                               |                                        |                                     |                                        |        |        | 200        | 200        | 200        |          |
| Xiaolin Showdown                                                    | Action                                 | BottleRocket Entertainment          | Konami                                 |        |        | Z          | 14.11.2006 | 28.06.2007 |          |
| Y                                                                   | Y                                      | Y                                   | Y                                      | ZZ     | ZZ     | ZZ         | ZZ         | ZZ         | ZZ       |
| Ys: The Ark of Napishtim                                            | Action-RPG                             | Nihon Falcom                        | Konami                                 | Non    | Non    | 19.01.2006 | 28.02.2006 | 28.09.2006 |          |
| Ys: The Ark of Napishtim - Special Edition                          | Action-RPG                             | Nihon Falcom                        | Konami                                 | Non    | Non    | 01.02.2007 | Z          | Z          |          |
| Ys I and II Chronicles                                              | Action-RPG                             | Nihon Falcom                        | Nihon Falcom                           | Non    | Non    | 16.07.2009 | Z          | Z          |          |
| Ys Seven                                                            | Action-RPG                             | Nihon Falcom                        | Nihon Falcom                           | Non    | Non    | 17.09.2009 | Z          | Z          |          |
| Your Diary+                                                         | Visual novel                           | Cube                                | Alchemist                              | 2-4    | Non    | 28.11.2013 |            |            |          |
| Yu-Gi-Oh! 5D's Tag Force 4                                          | Cartes                                 | Konami                              | Konami                                 | 2-4    | Non    | 17.09.2009 | 17.11.2009 | 26.11.2009 |          |
| Yu-Gi-Oh! GX Tag Force                                              | Cartes                                 | Konami                              | Konami                                 | 2      | Non    | 14.09.2006 | 14.11.2006 | 02.03.2007 |          |
| Yu-Gi-Oh! GX Tag Force 2                                            | Cartes                                 | Konami                              | Konami                                 | 2-4    | Non    | 27.09.2007 | 18.09.2007 | 07.12.2007 |          |
| Yu-Gi-Oh! GX Tag Force 3                                            | Cartes                                 | Konami                              | Konami                                 | 2-4    | Non    | 28.11.2008 | Z          | 28.11.2008 |          |
| Z                                                                   | Z                                      | Z                                   | Z                                      | ZZ     | ZZ     | ZZ         | ZZ         | ZZ         | ZZ       |
| Zendoku                                                             | Réflexion                              | Zoonami                             | Eidos Interactive                      | 2      | Non    | Z          | Z          | 20.04.2007 |          |

- Haut – A
- B
- C
- D
- E
- F
- G
- H
- I
- J
- K
- L
- M
- N
- O
- P
- Q
- R
- S
- T
- U
- V
- W
- X
- Y
- Z